# 泉大津市

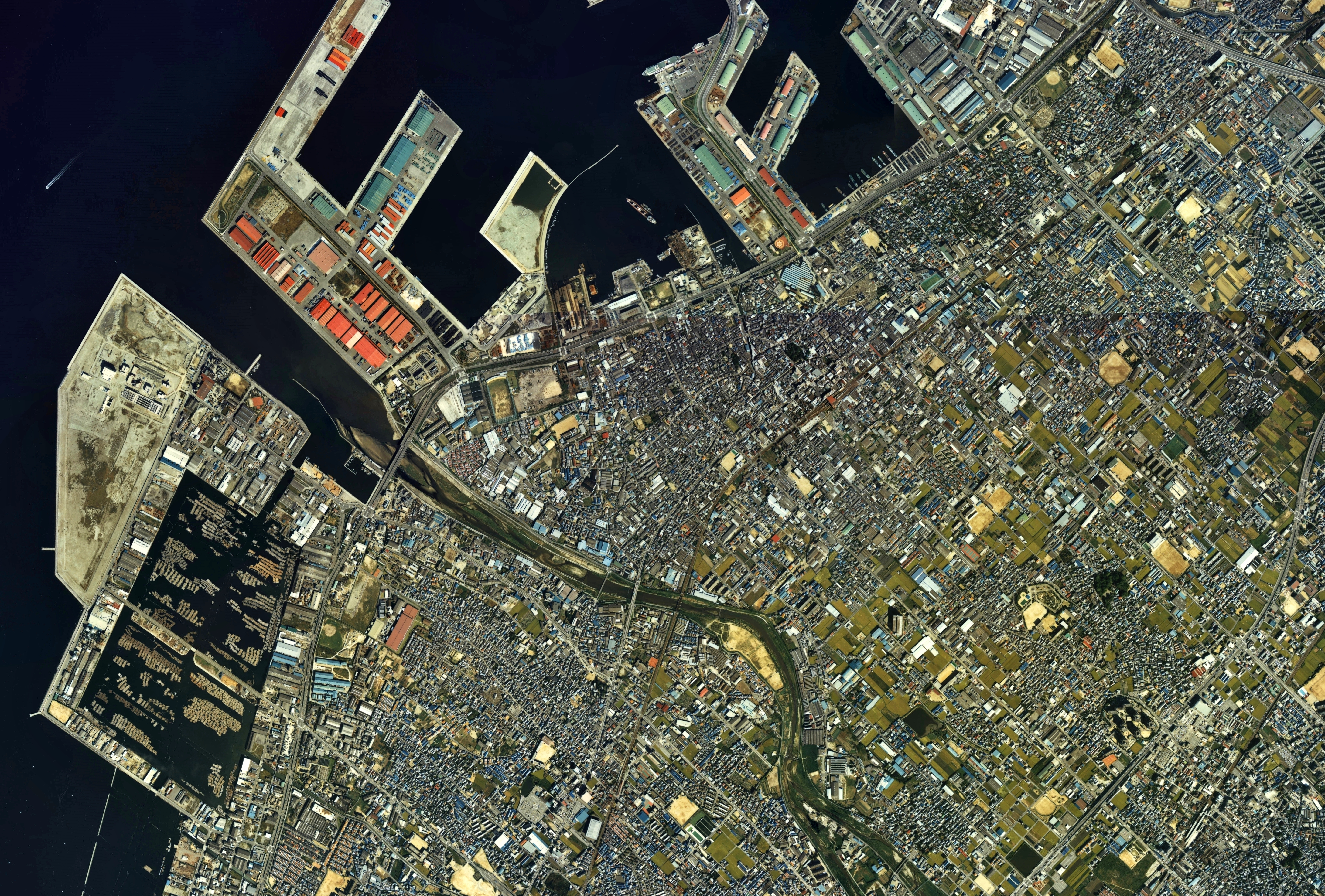
泉大津市中心部周辺の空中写真。1985年撮影の8枚を合成作成。。

泉大津市（いずみおおつし）は、大阪府の泉北地域に位置する市。
市名は和泉国の国府の外港（国津）であったことに由来する。和泉木綿の集散地となった江戸時代に真田紐をはじめとした繊維産業が興ると、これを地盤に明治以降毛布の製造が始まり、毛布のまちとして発展した。現在も国内産毛布においては9割超のシェアを占める。港湾も昭和初期に近代化され、堺泉北臨海工業地帯の一角を占め、近年は物流拠点としての性格も強めてきている。港湾や中心駅の再開発が進み、人口は2000年代前半までは増加傾向にあったが、平成17年（2005年）以降は減少傾向にある。

## 地理
- 市内はほぼ起伏がなく、平坦である。大阪府二級河川の大津川が市南端と忠岡町との境を流れている。また埋立地の増加で少しずつ市の面積が増加中である。
- 河川：大津川、槇尾川、牛滝川

### 隣接している自治体
- 高石市
- 和泉市
- 泉北郡忠岡町

## 歴史
前4～5世紀
- 二田の地名は、紀元前4～5世紀、九州から東進（天下り）してきた饒速日尊（にぎはやひのみこと）に付き添っていた物部氏族の二田氏がこの地に住み着いたことに由来するといわれる。その地に二田城があったといわれる。

奈良時代には大津の地名が見られ、日本書紀にも登場する。
- 紀貫之の土佐日記では、小津（をづ）と詠まれている。土佐守の任期を終えて船で京都へ帰る途中、当地を経由して住吉へ向かっている。
  - けふ、からくして、いづみのなだよりをづのとまりをおふ。承平5年2月5日条
  - 「ゆけどなほ ゆきやられぬは いもがうむ をづのうらなる きしのまつばら」
- 菅原孝標女の更級日記では、和泉守であった兄の菅原定義を訪ね、当地から船で京都へ帰っている。
  - 冬になりて上るに、大津といふ浦に、舟に乗りたるに、その夜、雨風、岩も動くばかり降りふゞきて、雷さへなりてとどろくに、浪のたちくるおとなひ、風のふきまどひたるさま、恐しげなること、命かぎりつと思ひまどはる。

鎌倉時代には大津城（眞鍋城）が築かれ、戦国時代にはその跡地に大津御堂（南溟寺）が建ち、周囲は寺内町の様相を呈した。安土桃山時代の本能寺の変ののち、明智光秀が市内の助松町に現存する蓮正寺に隠棲したと伝えられている。市内の豊中町では、徳政令を約束した光秀に謝恩を表す供養を長年行っていた。
江戸時代、泉州地域において綿花栽培の規模が拡大すると、港湾とその後背地としての在郷町を併せ持つ大津に綿花注文所が設けられ、綿花は船で大坂や堺の問屋に運ばれるようになった。また、原料の集散地に留まらず、真田紐などの加工品の製造も行われるようになった。また、真田紐については、「真田信繁（幸村）が考案し、後藤基次が当地に伝えた。」という伝承がある。
この地盤を活かして、明治時代には毛布の製造を開始。一大生産地に発展した。
1947年（昭和22年）6月7日、昭和天皇が市内に行幸（昭和天皇の戦後巡幸）があり、戦災者、引揚者、虚弱児などを収容していた大阪市立助松郊外学園を訪問した。

### 沿革
- 1647年（正保4年） - 和泉郡大津村が下条大津村と宇多大津村に分村。
- 1889年（明治22年）4月1日 - 町村制施行により、下条大津村と宇多大津村が合併して和泉郡大津村が発足。大字下条大津に村役場を設置。
- 1896年（明治29年）4月1日 - 郡の統廃合により、所属郡が泉北郡となる。
- 1915年（大正4年）4月1日 - 町制施行。泉北郡大津町となる。
- 1928年（昭和3年） - 大字下条大津・宇多大津をそれぞれ下条・宇多に改称。
- 1931年（昭和6年）8月20日 - 泉北郡上条村、穴師村と新設合併し、改めて大津町となる。
- 1942年（昭和17年）4月1日 - 大阪府下で8番目に市制を施行。泉大津市となる。
  - 滋賀県大津市が既に市制を施行していたため和泉国の「泉」を冠称。
  - 隣接する和泉町（現在の和泉市）と紛らわしくなる、旧国名の「和泉国」が「和」を読まない、旧郡名の「和泉郡」もほとんど「泉郡」と表記されていたなどの理由から、「和泉」ではなく「泉」を冠している。
  - 市民をはじめ泉州地域の人々からは単に“大津”と呼ばれることが少なくない。
- 2016年 (平成28年) 10月29日 - セーフコミュニティ国際認証都市となる（国内14番目、大阪府下では松原市に次いで2番目）[2]。

過去には、泉大津市・和泉市・高石市・忠岡町の3市1町の間で合併の話が持ち上がったが、高石市が離脱したため、合併研究会の設置に至らなかった。
現在では、泉大津市・和泉市・忠岡町の2市1町（かつての和泉郡の範囲とほぼ一致）の間で、合併問題などを調査研究する「泉北2市1町広域行政研究会」が設置されている。

## 行政

### 市長
- 南出 賢一（2017年1月13日 - 、現在2期目。任期は2025年1月12日まで。）

※なお、次回の執行選挙は、任期満了の前年となる2024年12月15日に行われる予定である。現職本人は3期目に挑戦している。
- 副市長 重里 紀明（じゅうり　のりあき）

### 市議会
定数は16人。2023年5月11日時点での会派構成は以下の通り。
| 会派名             | 議席数 | 所属党派     | 女性議員数 | 女性議員の比率(%) |
| ------------------ | ------ | ------------ | ---------- | ----------------- |
| 日本共産党         | 2      | 日本共産党   | 1          | 50                |
| 公明党             | 3      | 公明党       | 0          | 0                 |
| 大阪維新の会       | 4      | 大阪維新の会 | 1          | 25                |
| 市民クラブ         | 2      |              | 0          | 0                 |
| 泉大津創志会       | 4      |              | 0          | 0                 |
| 会派に属さない議員 | 1      | 立憲民主党   | 1          | 100               |
| 計                 | 16     |              | 3          | 18.75             |

### 市章・シンボルマーク

#### 市章
泉大津の「泉」と「大」の文字を波形に図案化し、湧きのぼる発展と海外への雄飛を表章している。1942年（昭和17年）9月25日に制定された。

#### シンボルマーク
毛布のまち泉大津にふさわしく羊の顔をイメージし、目と口の黒い丸は「創造」「躍動」「調和」を表している。

#### マスコットキャラクター
『おづみん』 - 2012年（平成24年）4月1日に市制70周年を記念して誕生したゆるキャラ。毛布工場で生まれた羊精（妖精）という設定。南海本線泉大津駅東口ロータリーに巨大な像「でかおづみん」として設置されていた。駅前展示は本来2012年（平成24年）12月31日までを予定していたが、市民からも好評を得たため2013年（平成25年）3月30日まで特別にそのまま駅前ロータリーで設置されていた。3月30日の深夜に有志により分解され現在はひまわり広場に移転され設置されている。

### キャッチフレーズについて
泉大津市のキャッチフレーズは、『日本一の毛布のまち』である。

### 泉大津市オリアム随筆賞
泉大津市オリアム随筆賞は、「繊維のまち・泉大津」を全国にPRするために、市制施行70周年事業として、2012年より創設された独自の文学賞である。なお「随筆」と書いて「エッセイ」と読む。

### 人口
| |                                          |  |
| 泉大津市と全国の年齢別人口分布（2005年） | 泉大津市の年齢・男女別人口分布（2005年） |  |
| ■紫色 ― 泉大津市 ■緑色 ― 日本全国 | ■青色 ― 男性 ■赤色 ― 女性                |  |
| 泉大津市（に相当する地域）の人口の推移 \| 1970年（昭和45年） \| 59,437人 \| \| \| 1975年（昭和50年） \| 66,250人 \| \| \| 1980年（昭和55年） \| 67,474人 \| \| \| 1985年（昭和60年） \| 67,755人 \| \| \| 1990年（平成2年） \| 67,035人 \| \| \| 1995年（平成7年） \| 68,842人 \| \| \| 2000年（平成12年） \| 75,091人 \| \| \| 2005年（平成17年） \| 77,673人 \| \| \| 2010年（平成22年） \| 77,548人 \| \| \| 2015年（平成27年） \| 75,897人 \| \| \| 2020年（令和2年） \| 74,412人 \| \| |                                          |  |
| 総務省統計局 国勢調査より |                                          |  |
| 1970年（昭和45年） | 59,437人                                 |  |
| 1975年（昭和50年） | 66,250人                                 |  |
| 1980年（昭和55年） | 67,474人                                 |  |
| 1985年（昭和60年） | 67,755人                                 |  |
| 1990年（平成2年） | 67,035人                                 |  |
| 1995年（平成7年） | 68,842人                                 |  |
| 2000年（平成12年） | 75,091人                                 |  |
| 2005年（平成17年） | 77,673人                                 |  |
| 2010年（平成22年） | 77,548人                                 |  |
| 2015年（平成27年） | 75,897人                                 |  |
| 2020年（令和2年） | 74,412人                                 |  |

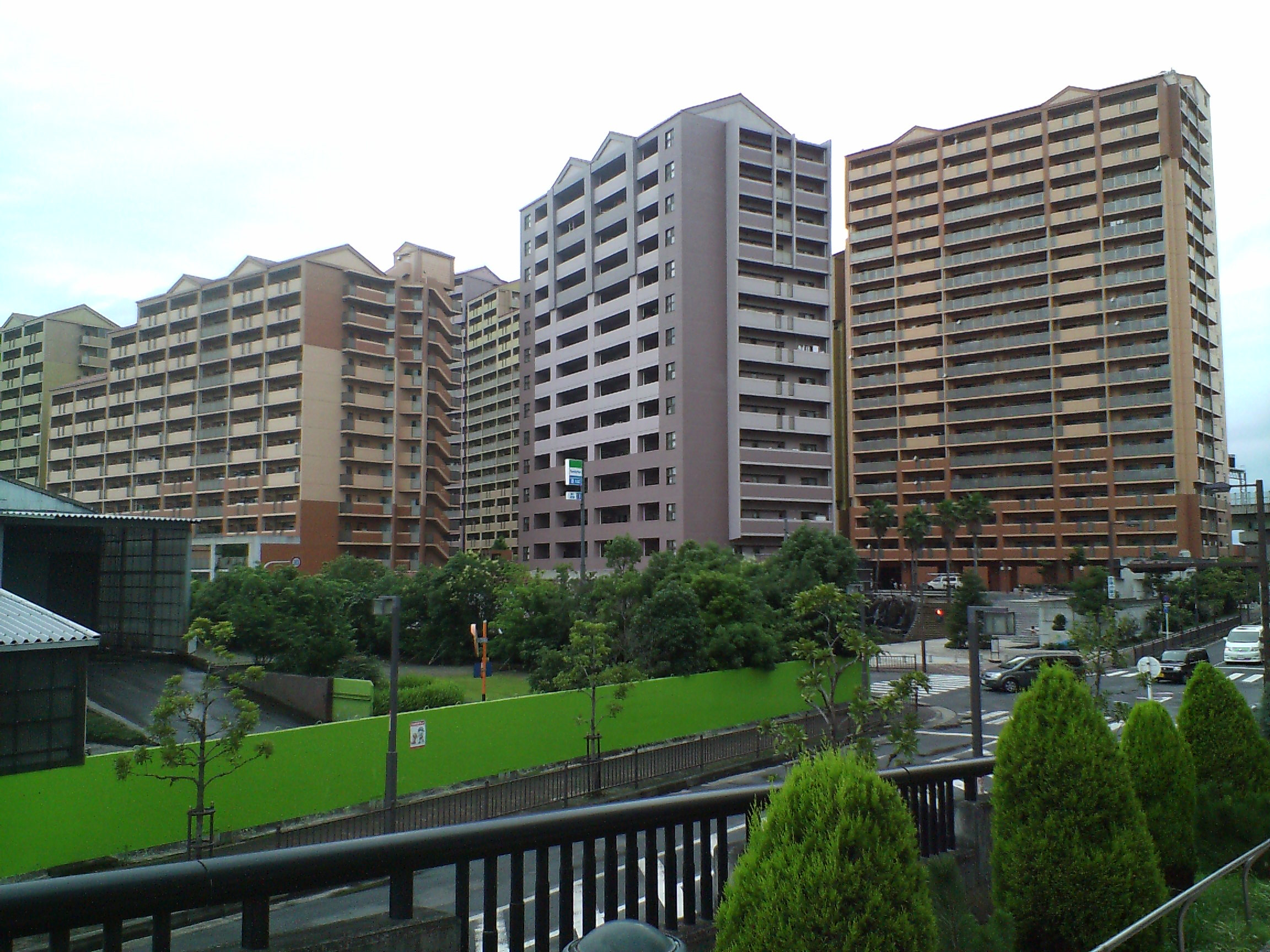
きららタウン泉大津（旧大津港）
泉大津市なぎさ町

- 平成27年国勢調査より前回調査からの人口増減をみると、2.1%減の75,897人であり、増減率は府下43市町村中23位、72行政区域中45位。

## 経済

### 泉大津市のおもな産業
おもな産業は繊維、タイヤ。特に毛布やニットの製造が盛んである。

### 泉大津市で事業を営むおもな企業
泉大津市の経済や雇用を活性化させるため、市では、企業の誘致に積極的に努めてきたという。そうした長年に渡る努力の甲斐あって、現在では多くの企業が泉大津市へ進出し、事業を営んでいる。
- 住友ゴム工業（旧オーツタイヤ）の泉大津工場がある。
- 近畿コカ・コーラボトリングの『泉大津物流センター』がある。
- この他、市の臨海部（堺泉北臨海工業地帯）には、下記のような大手企業が進出している。
  - コーナン商事
  - いすゞ自動車
  - スバル
  - 山九
  - 佐川急便
  - 福山通運
  - PALTAC
  - センコー
  - マリンフード
  - アテックス
  - 間口運輸
- 市内にある「泉大津公共職業安定所」（ハローワーク泉大津）（旭町22-9）では、隣接する和泉市にある工業団地「テクノステージ和泉」の立地企業からの求人情報も多く扱い、また、各企業の合同説明会などを実施することがある。このため、同工業団地で働くことを希望する市民も少なからず存在する。

### 金融機関
- 池田泉州銀行泉大津支店
- 紀陽銀行泉大津支店

### 日本郵政グループ
（2012年12月現在）
- 日本郵便株式会社

- 泉大津郵便局（小松町） - 集配局。
- 泉大津曽根郵便局（曽根町）
- 泉大津豊中郵便局（豊中町）
- 泉大津池浦郵便局（池浦町）
- 泉大津上之町（うえのちょう）郵便局（上之町）

- 泉大津森郵便局（助松団地）
- 泉大津田中郵便局（田中町）
- 泉大津助松郵便局（助松町）
- 泉大津虫取郵便局（虫取）
- 泉大津我孫子郵便局（池浦町）

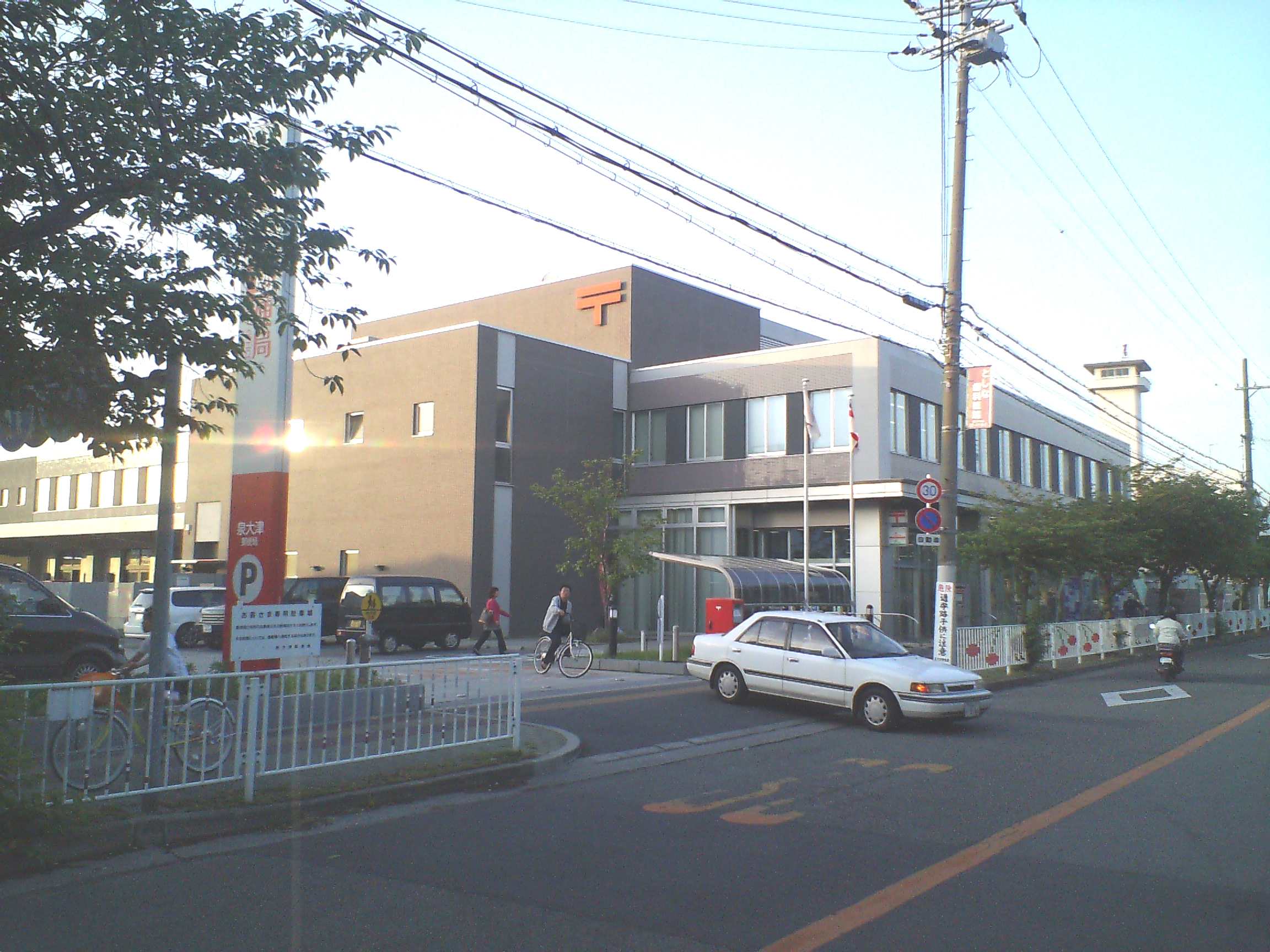
泉大津郵便局

- ゆうちょ銀行

- 大阪支店 泉大津市役所内出張所（東雲町＝しののめちょう）（ATMのみ）

その他各郵便局にATMが設置されており、泉大津・泉大津森の各郵便局ではホリデーサービスを実施。
※泉大津市内各区域の郵便番号は「595-00xx」（泉大津郵便局の集配担当）となっている。

## 姉妹都市・提携都市
- 愛知県知多市（知多市消防本部）：災害時における相互応援協定を提携
- 和歌山県日高郡中津村（現在の日高川町）：2002年4月30日に友好都市を提携
- グレータージローン市（オーストラリア連邦ビクトリア州）：1992年4月28日友好都市提携
- 光陽市（大韓民国）：2008年5月29日友好都市提携

## おもな公共施設
- 泉大津市役所（東雲町）
- 大阪府警察
  - 泉大津警察署（田中町）
  - 大阪水上警察署 泉州警備派出所（なぎさ町）
- 大阪府港湾局 総務部（なぎさ町）
- 泉大津市消防本部（小松町）
- 泉大津市立有料駐車場（旭町）
- 泉大津商工会議所（田中町）
- 泉大津市民会館（小松町）※2016年12月末に閉館
- 泉大津市立織編館（南海「泉大津駅」東側、アルザ通り沿い『テクスピア大阪』1階）（旭町）
- 池上曽根弥生学習館（池上曽根史跡公園）（千原町）
- 泉大津市立図書館（下条町）
- 泉大津市立勤労青少年ホーム（下条町）
- 泉大津市立病院（下条町）
- 泉大津保健センター（宮町）
- 泉大津市総合体育館（宮町）
- 泉大津公共職業安定所（ハローワーク泉大津）（旭町）
- 泉大津労働基準監督署（池浦町）
- 泉大津税務署（二田町）
- 泉大津市立児童公園（市内各地）
- 西日本花き卸売市場（小津島町）

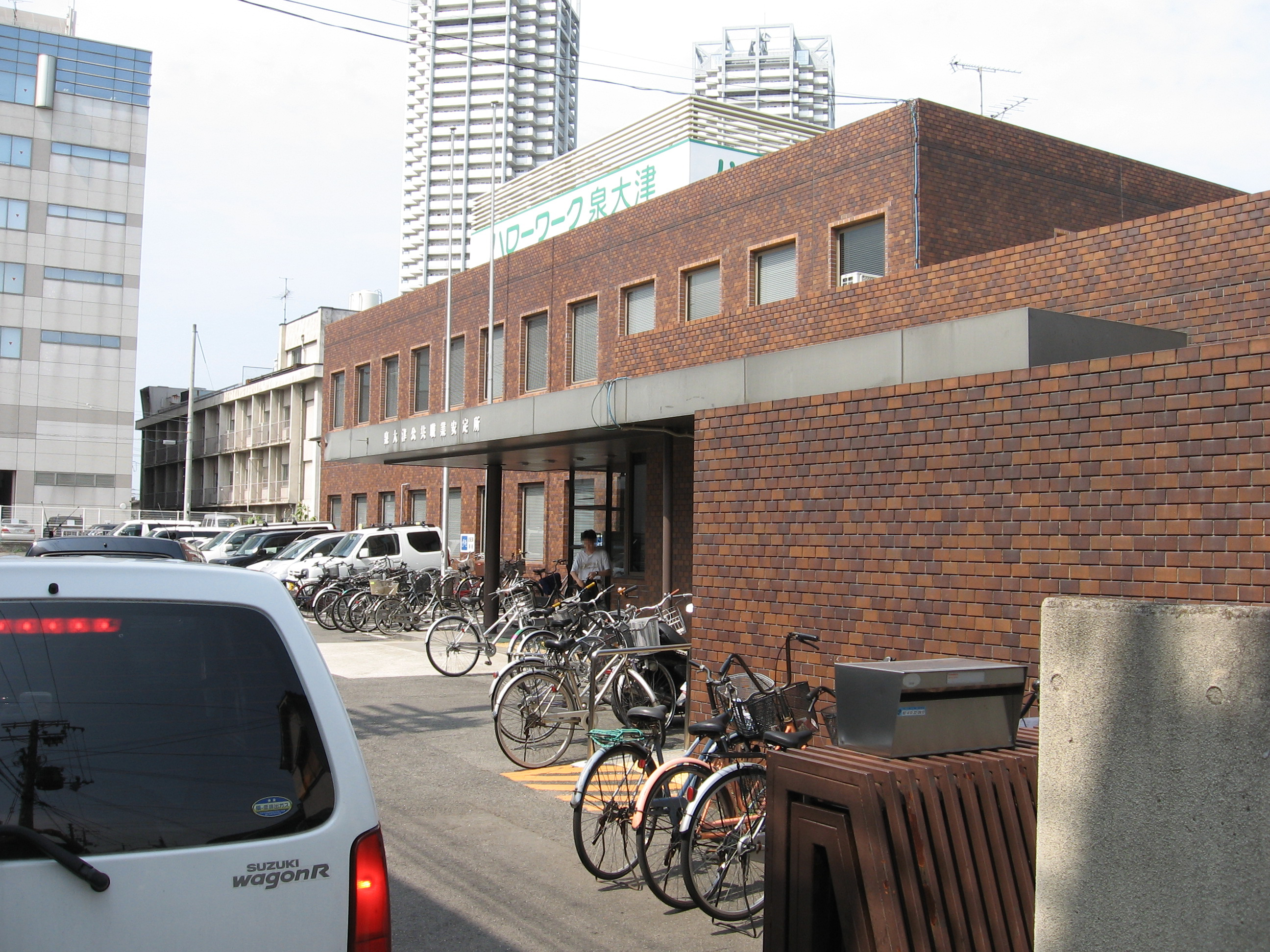
ハローワーク泉大津 泉大津市旭町22-45 テクスピア大阪内 泉大津市のほか、隣接する和泉市、高石市、泉北郡忠岡町の計3市1町を管轄している。
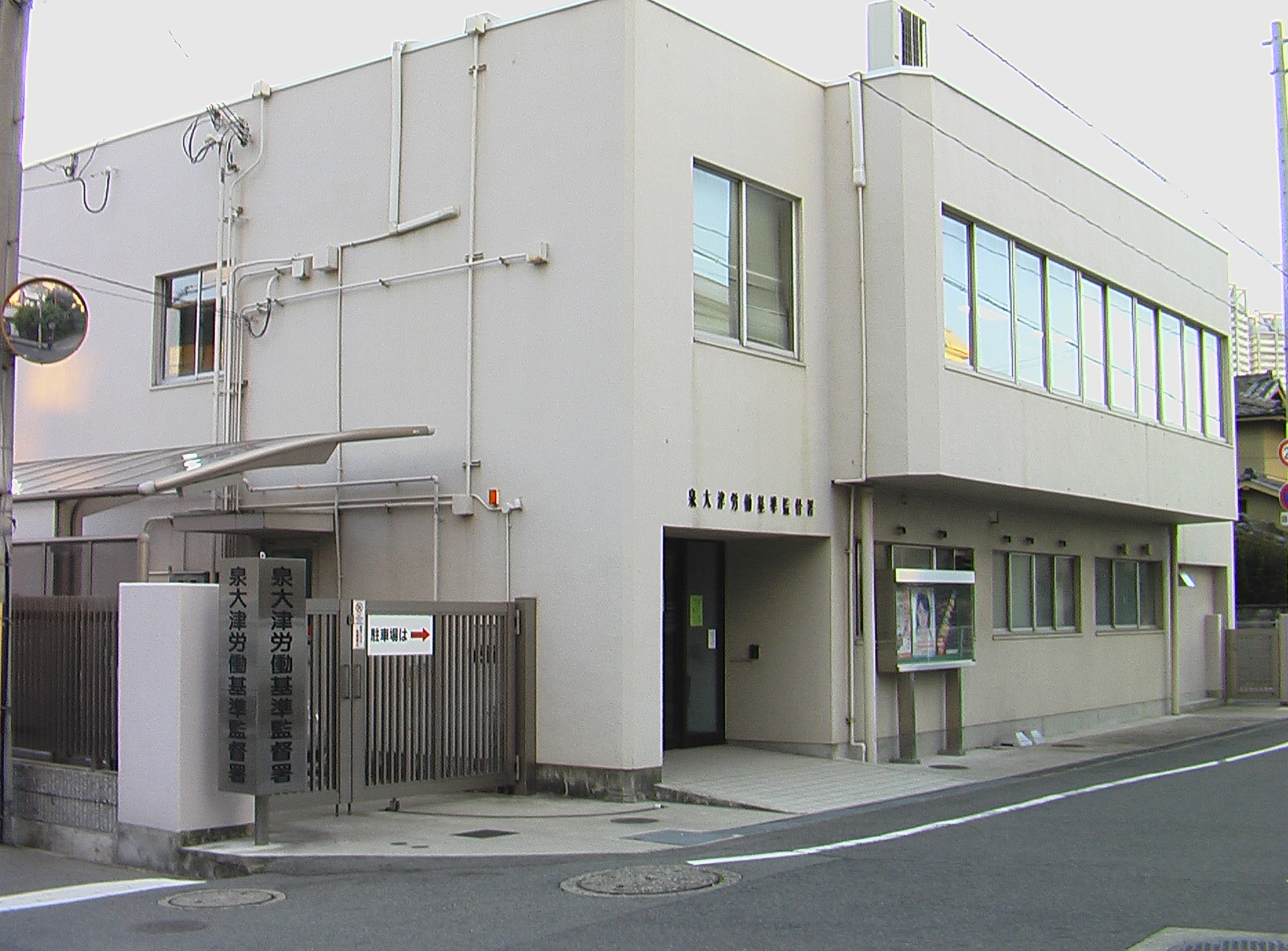
泉大津労働基準監督署 泉大津市池浦町1-5-4 「ハローワーク泉大津」と同じく、泉大津市を含む計3市1町を管轄している。
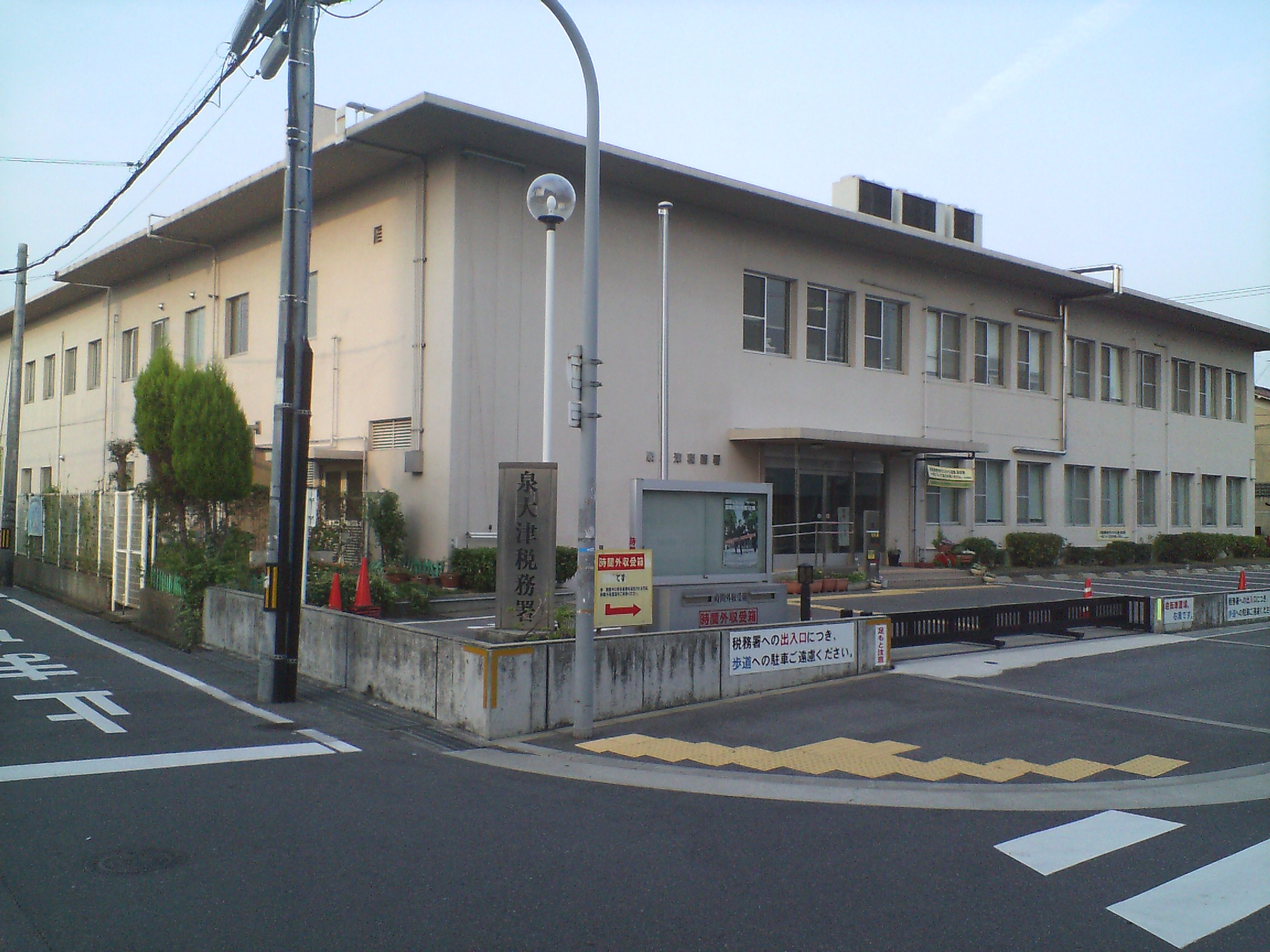
泉大津税務署 泉大津市二田町1-15-27 「泉大津労働基準監督署」と同じく、泉大津市を含む計3市1町を管轄している。
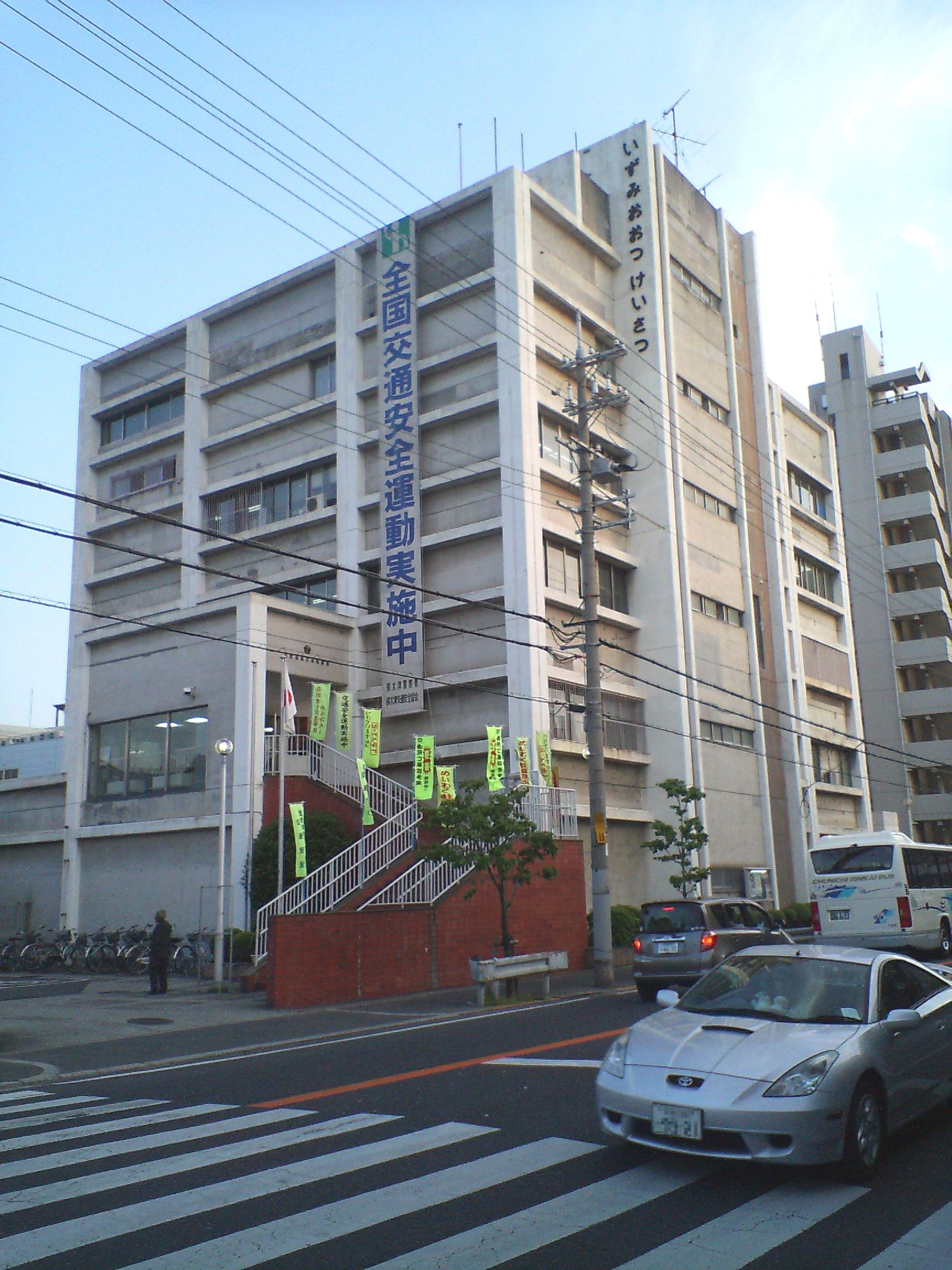
泉大津警察署 泉大津市田中町2-12 隣接する泉北郡忠岡町と和泉市の一部地域も管轄している。
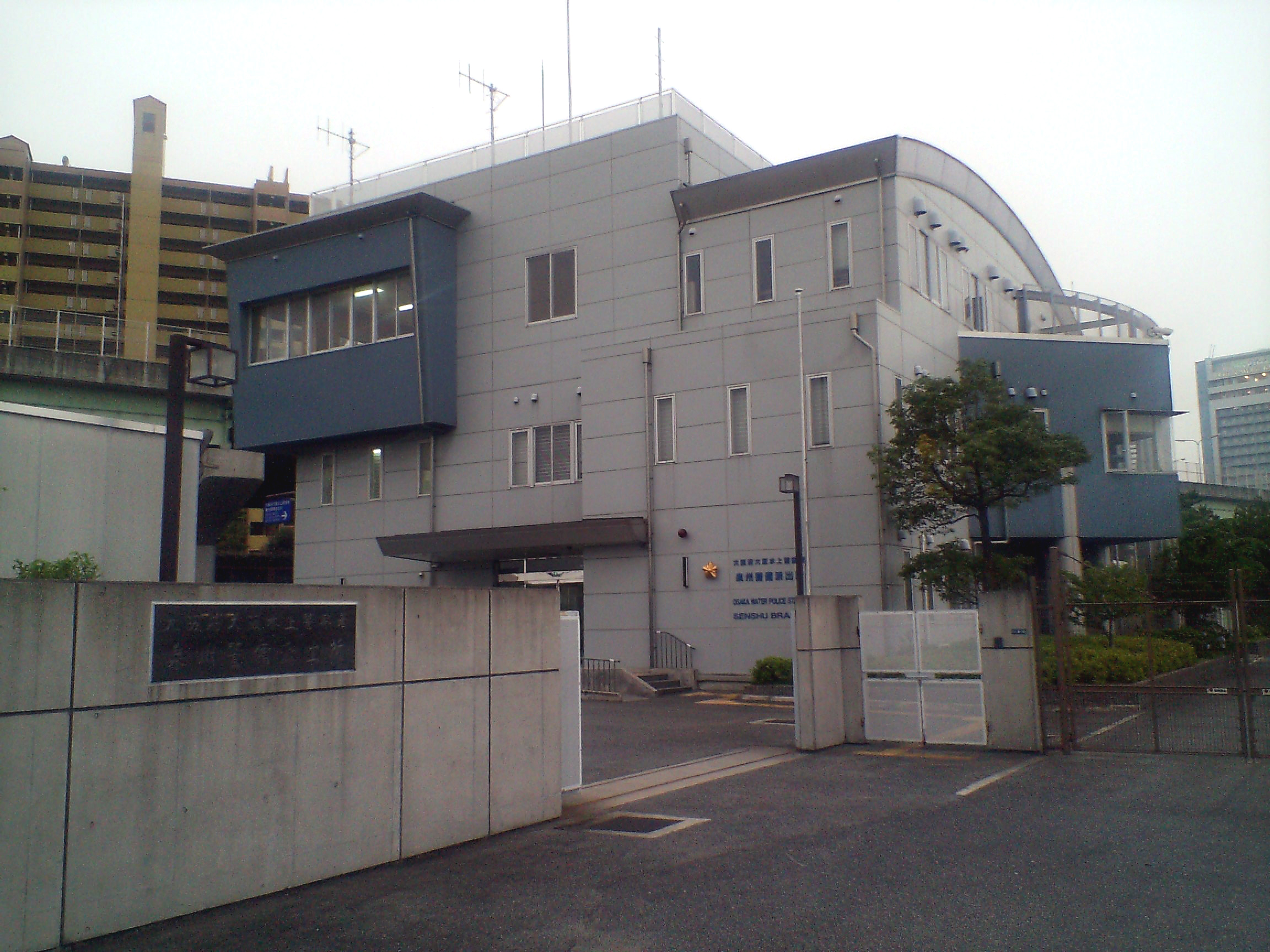
大阪水上警察署 泉州警備派出所 泉大津市なぎさ町4-10
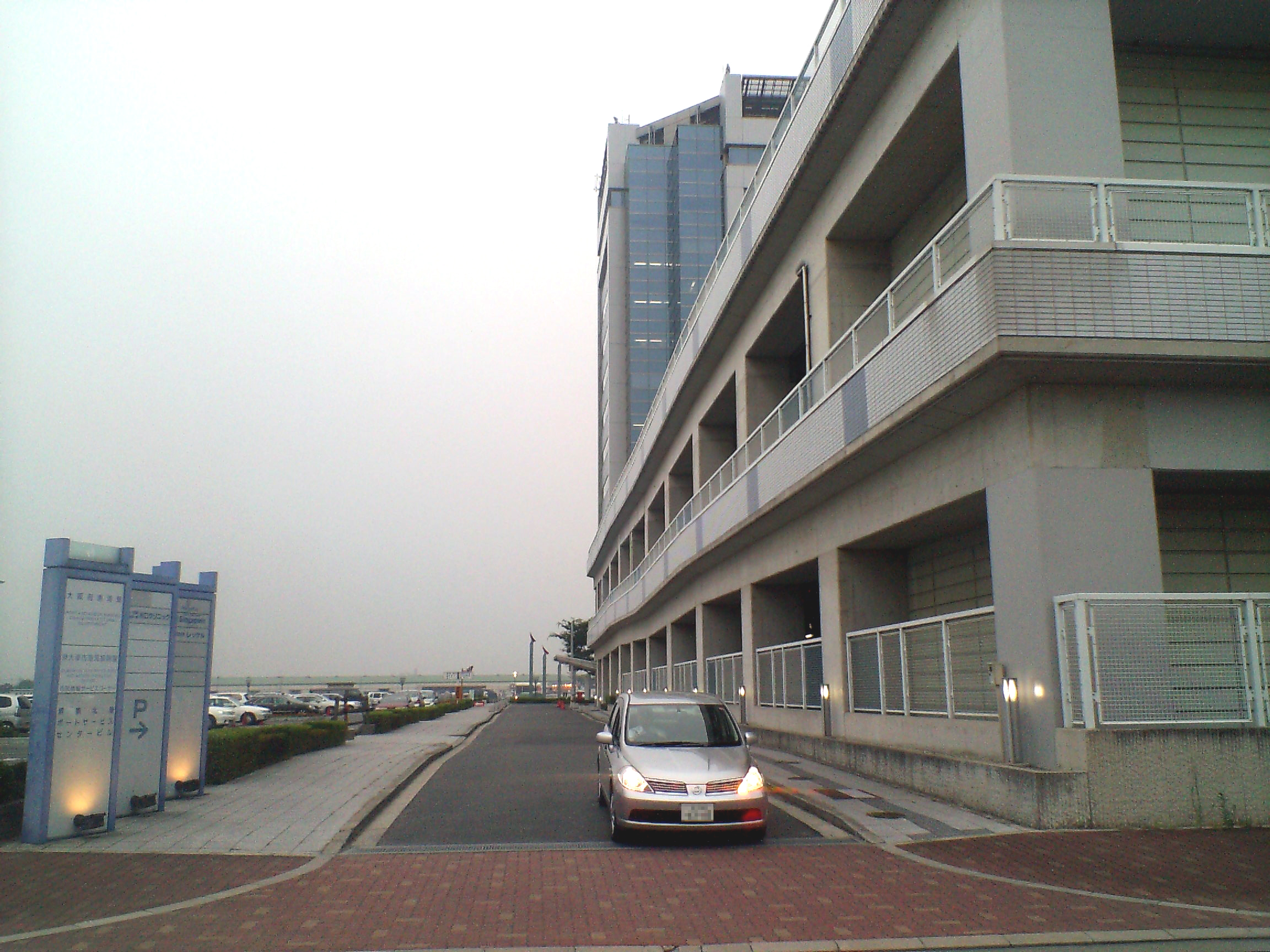
『大阪府港湾局』 の総務部が10階に入居している 堺泉北港ポートサービスセンタービル 泉大津市なぎさ町6-1
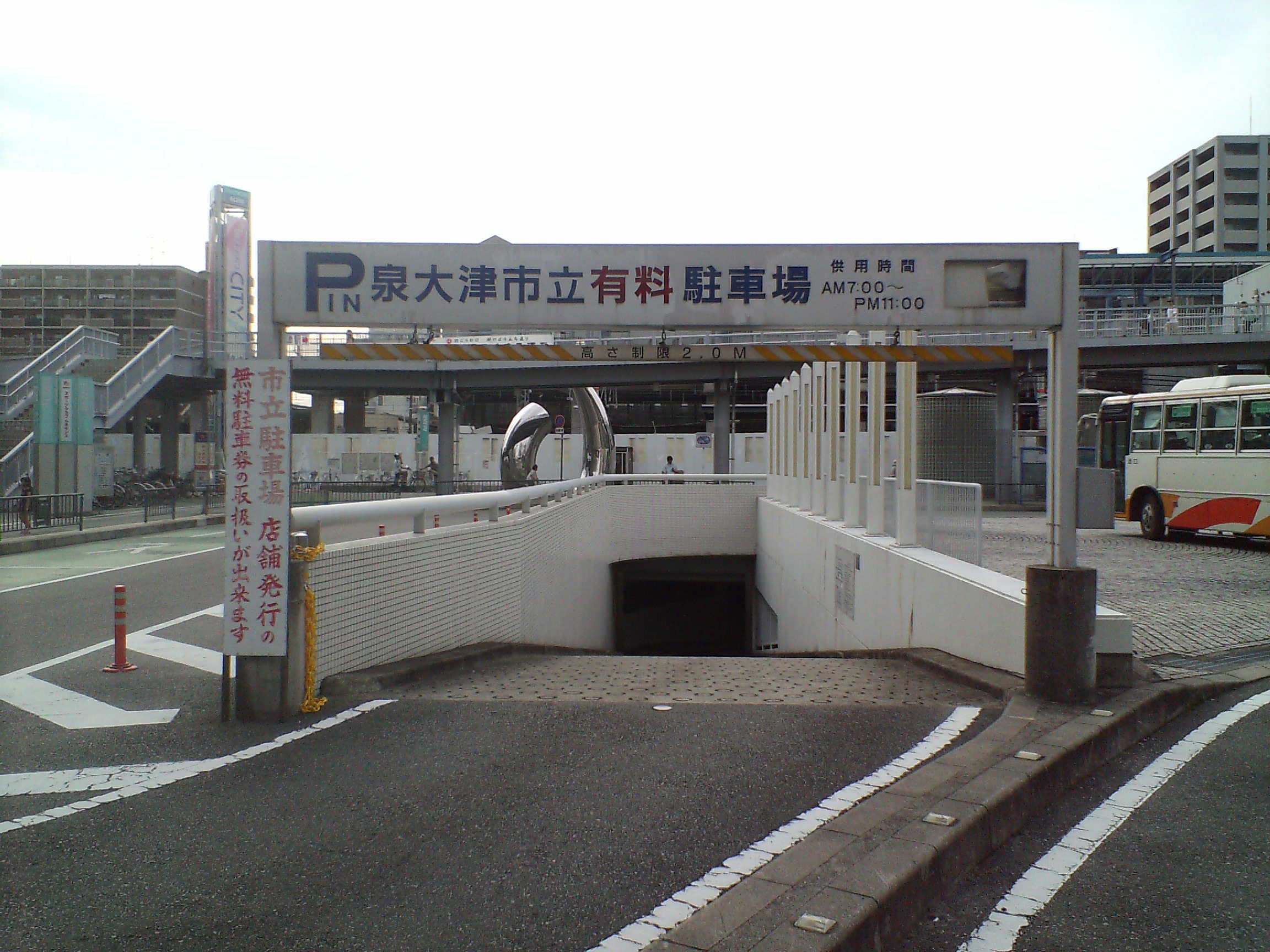
泉大津市立有料駐車場 泉大津市旭町20-6
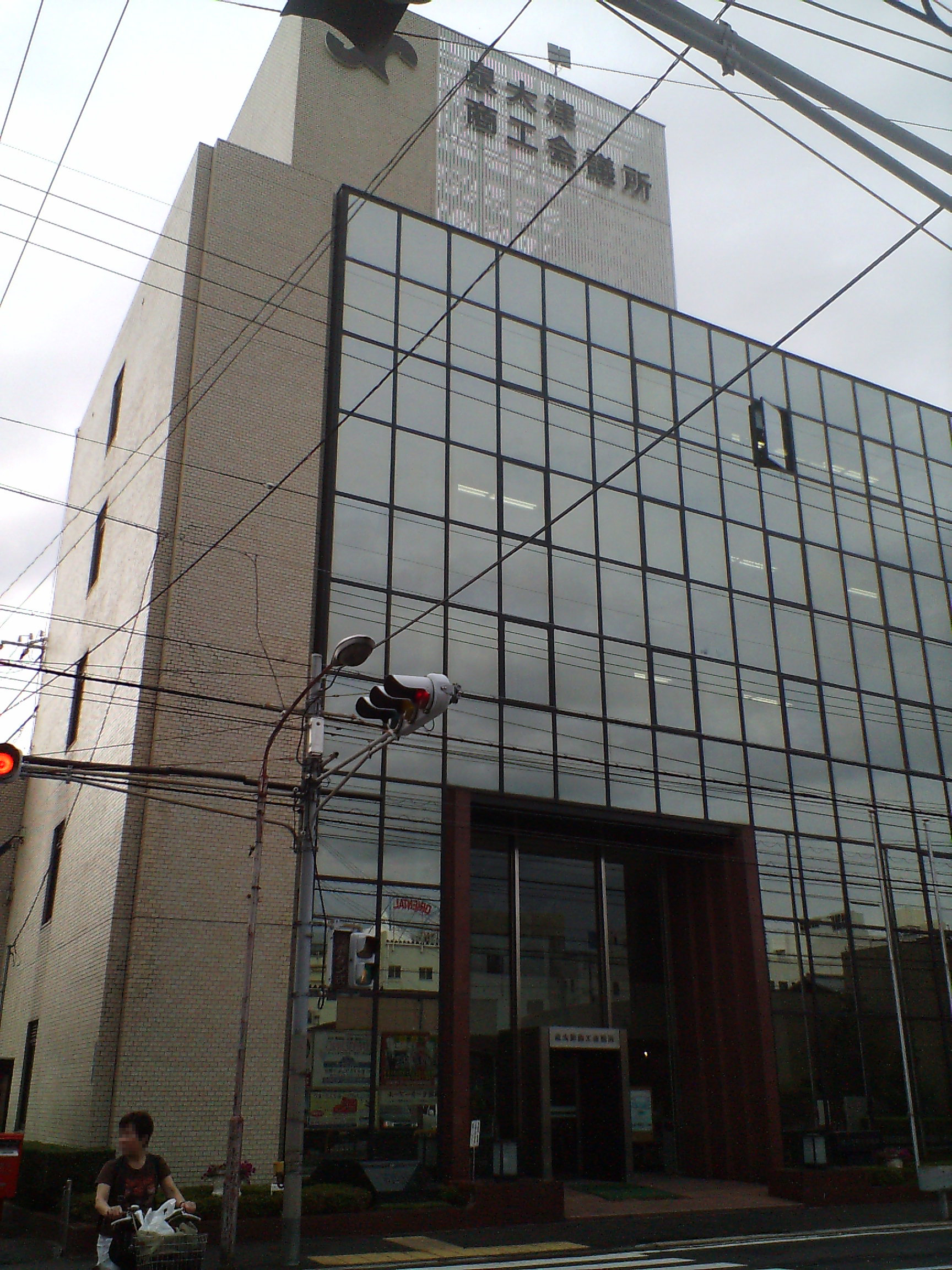
泉大津商工会議所 泉大津市田中町10-7
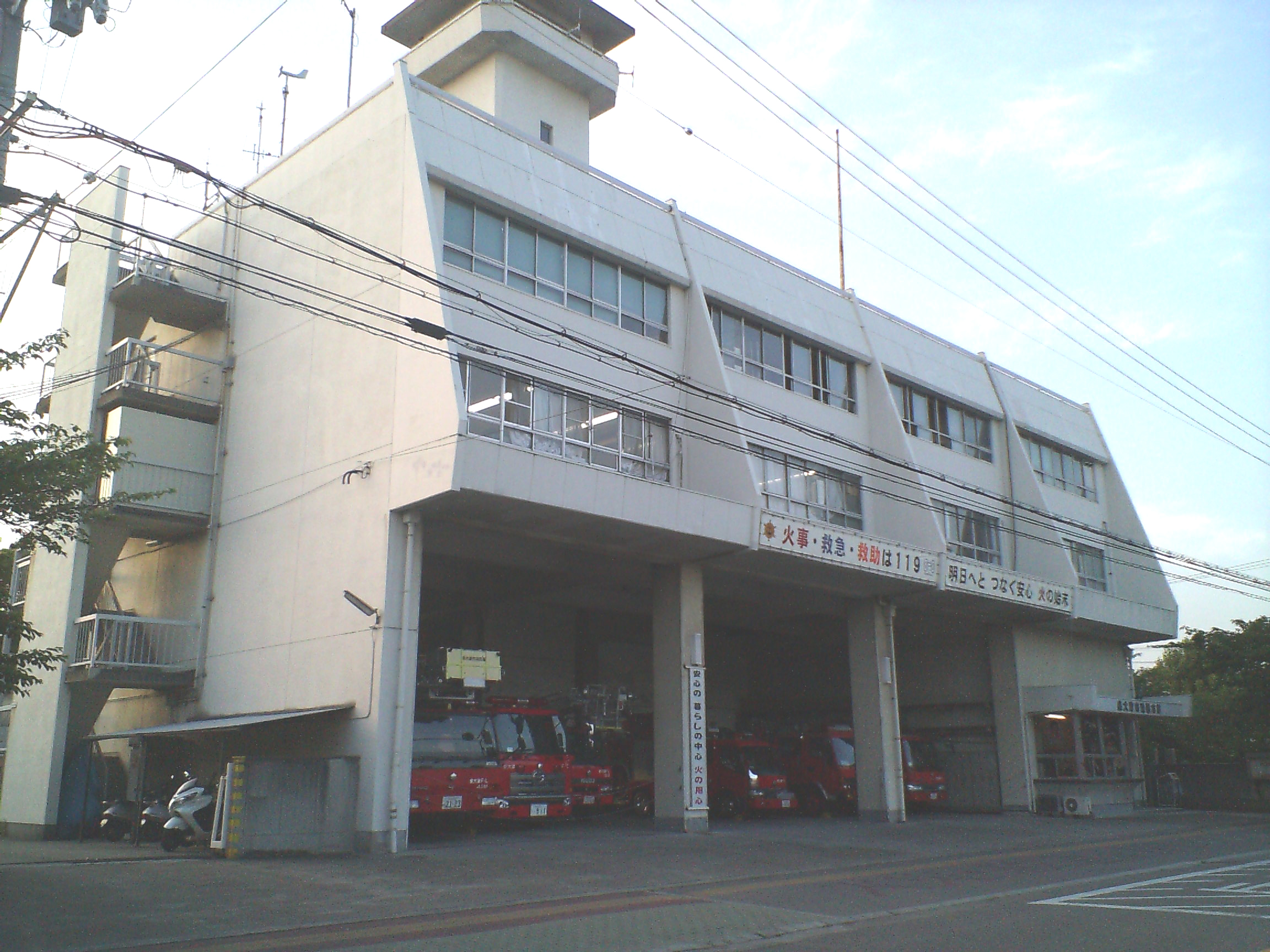
泉大津市消防本部 泉大津市小松町1-70
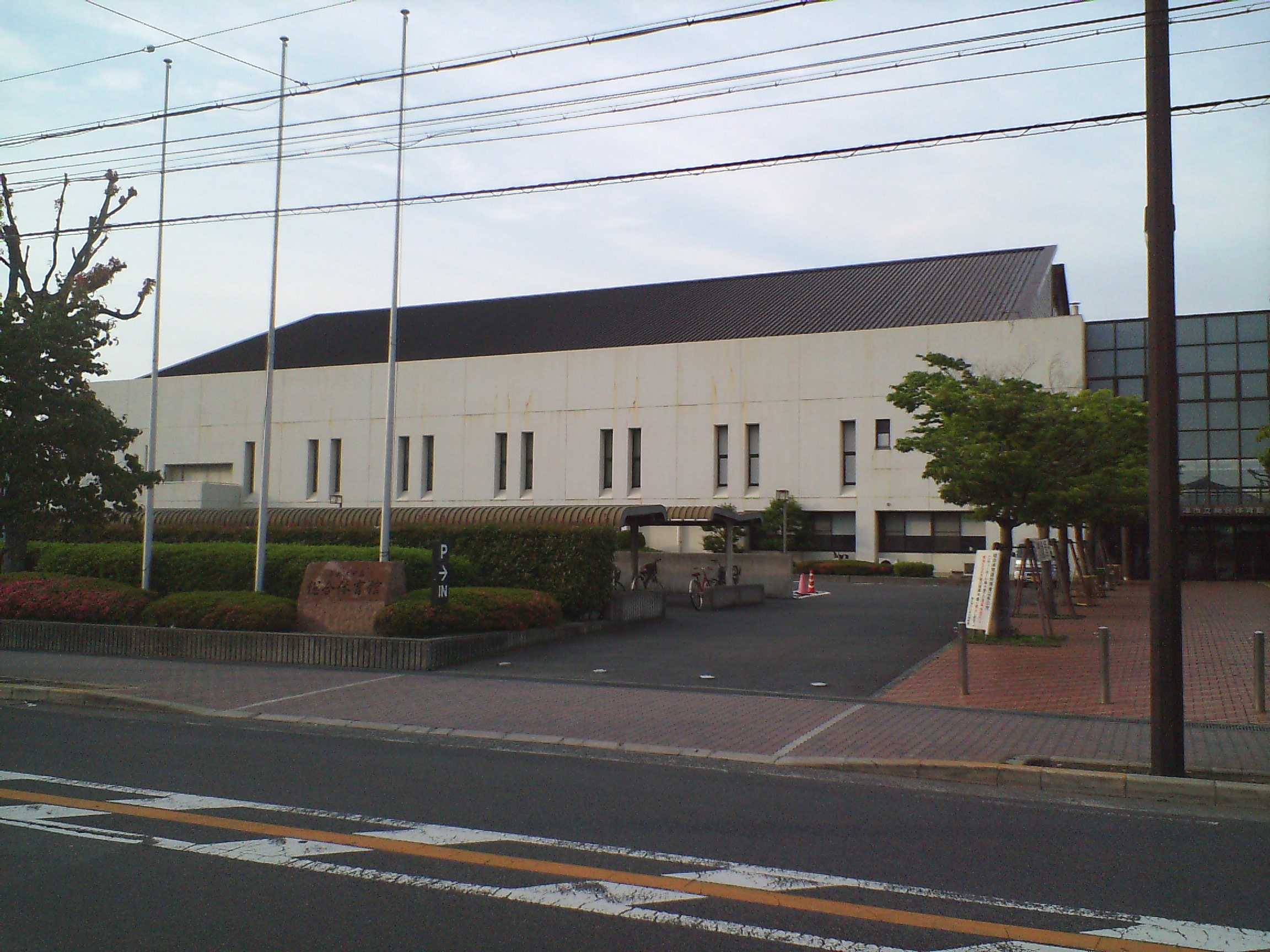
泉大津市立総合体育館 泉大津市宮町2-50
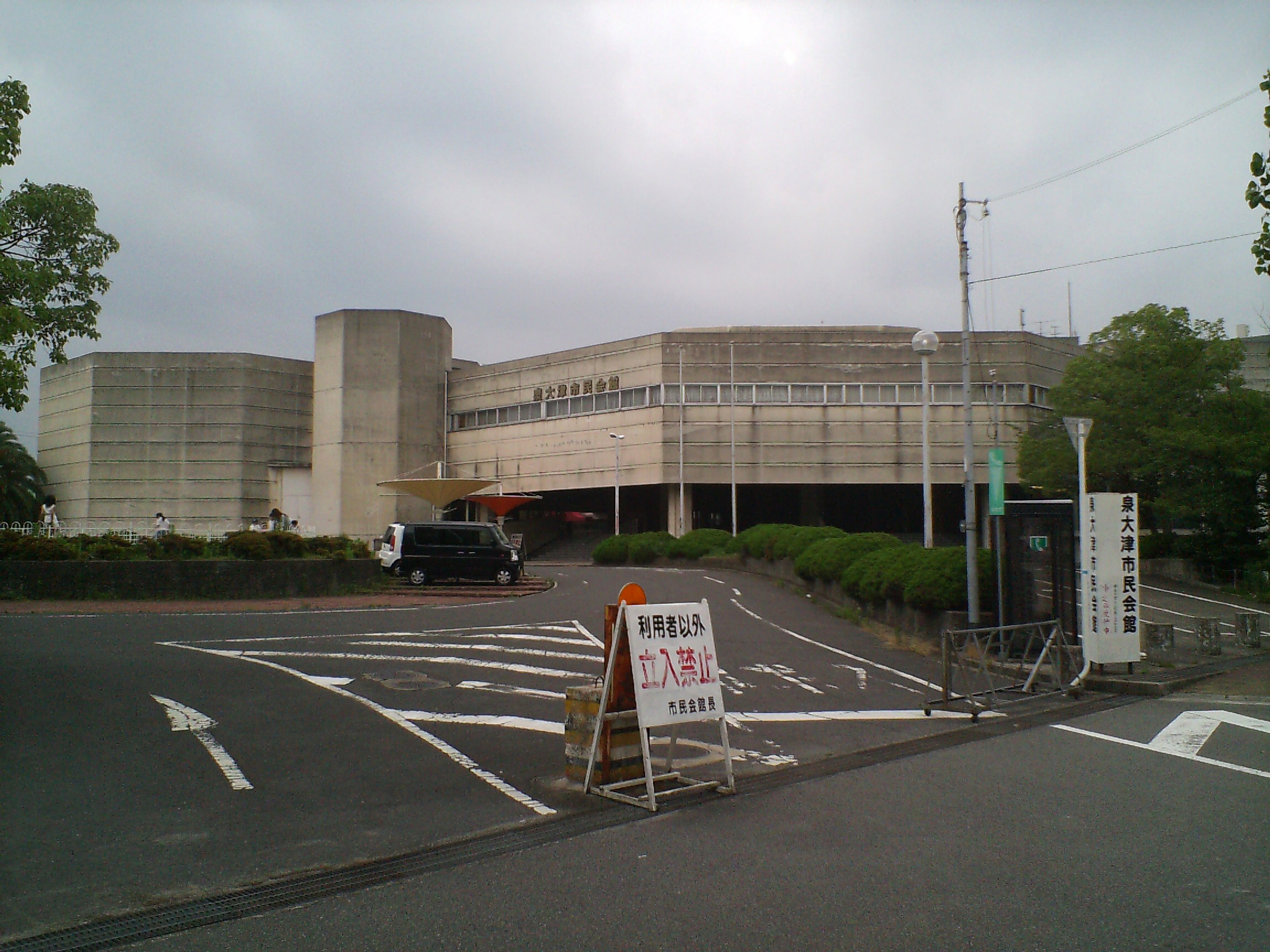
泉大津市民会館 泉大津市小松町1-60
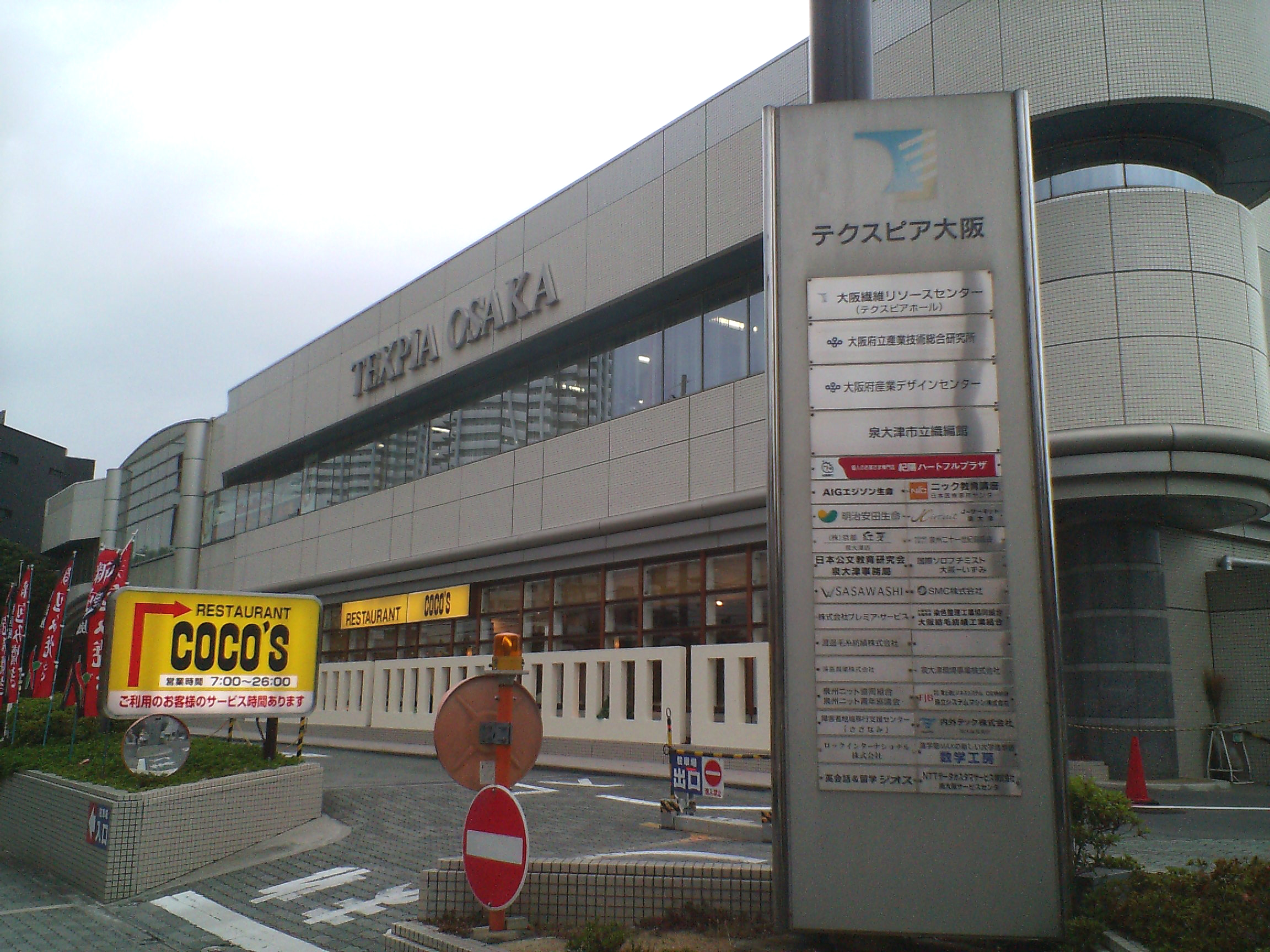
『泉大津市立織編館』 のあるテクスピア大阪 泉大津市旭町22-45
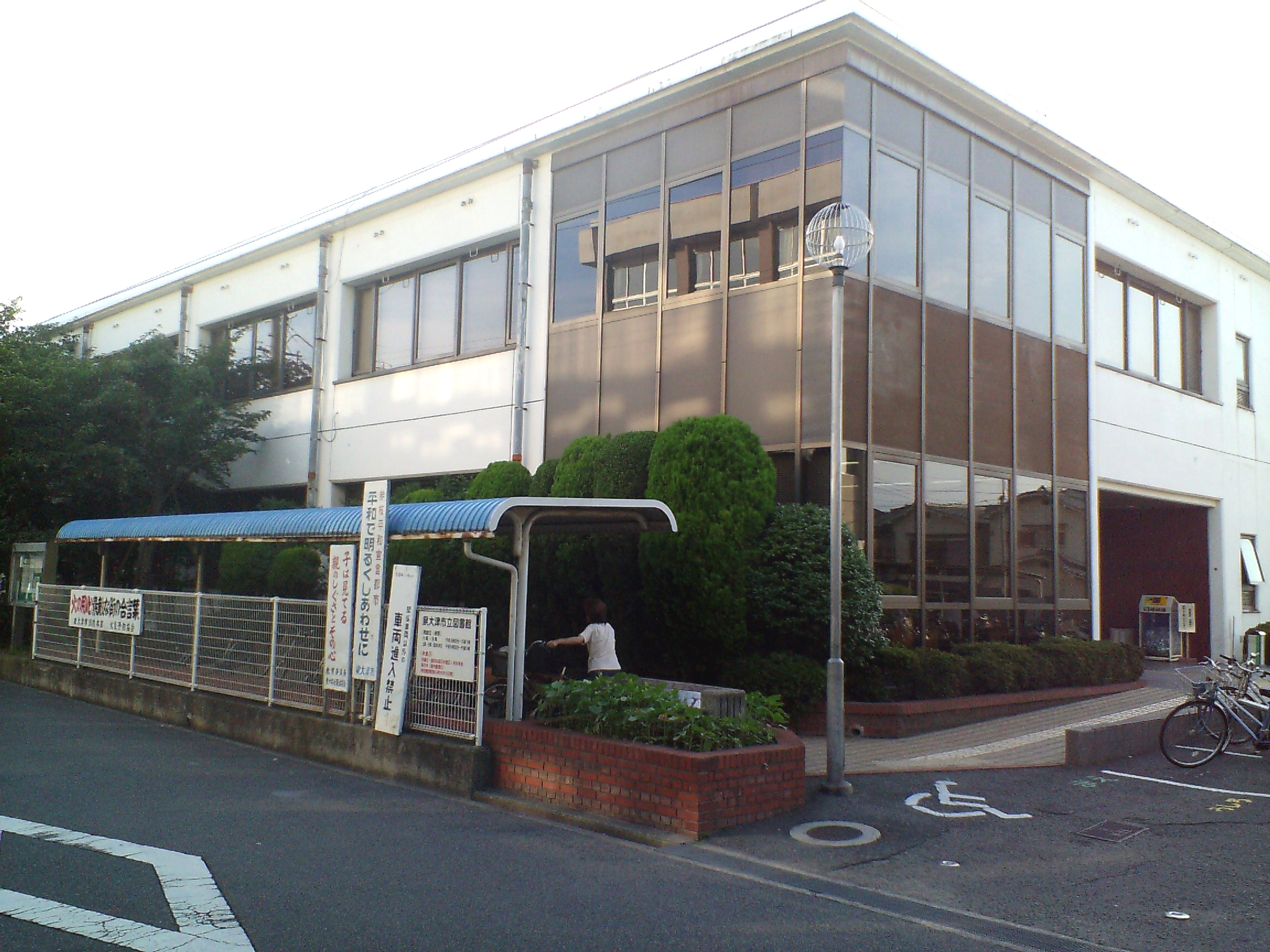
泉大津市立図書館 泉大津市下条町11-35
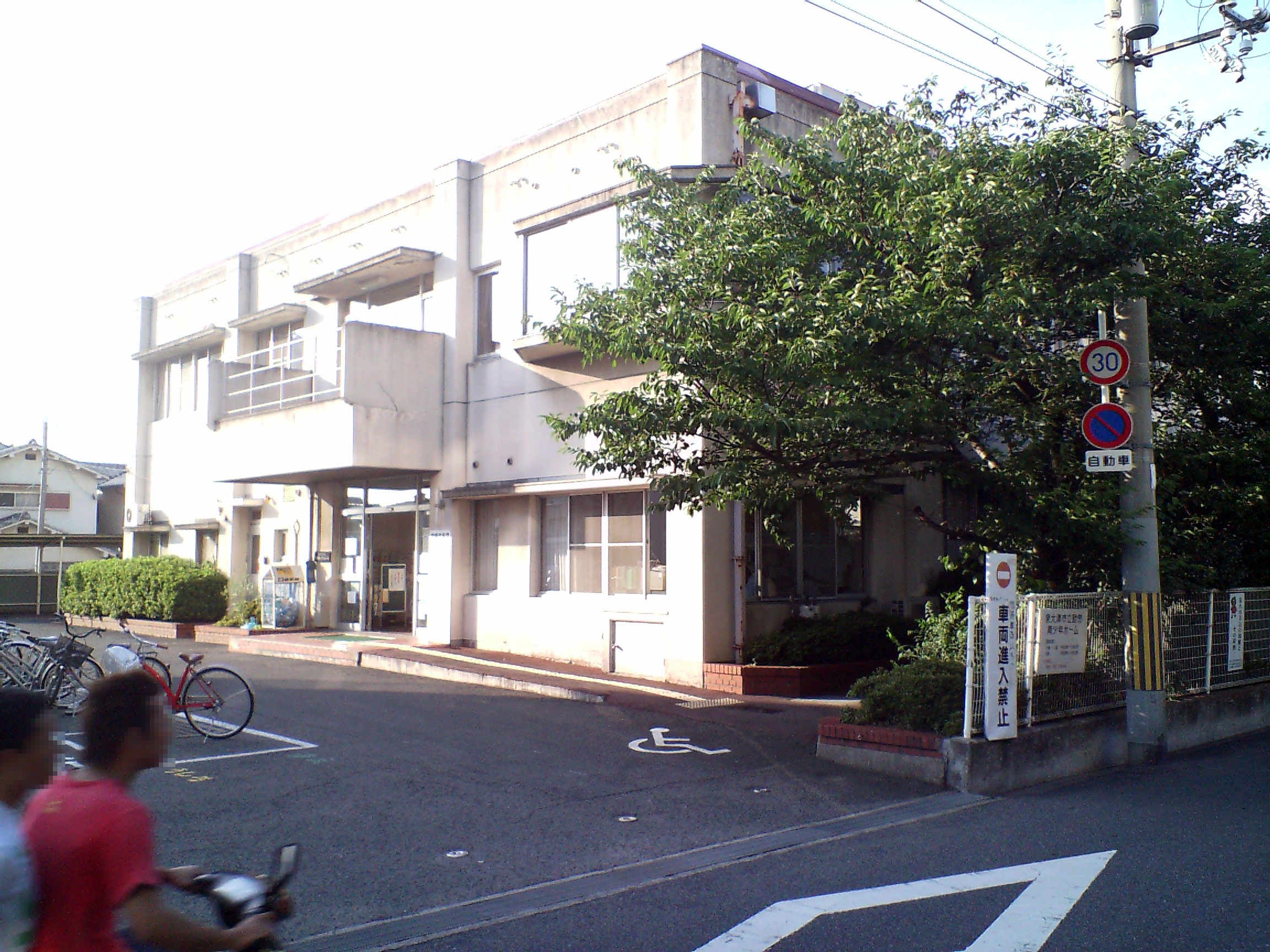
泉大津市立勤労青少年ホーム 泉大津市下条町11-28
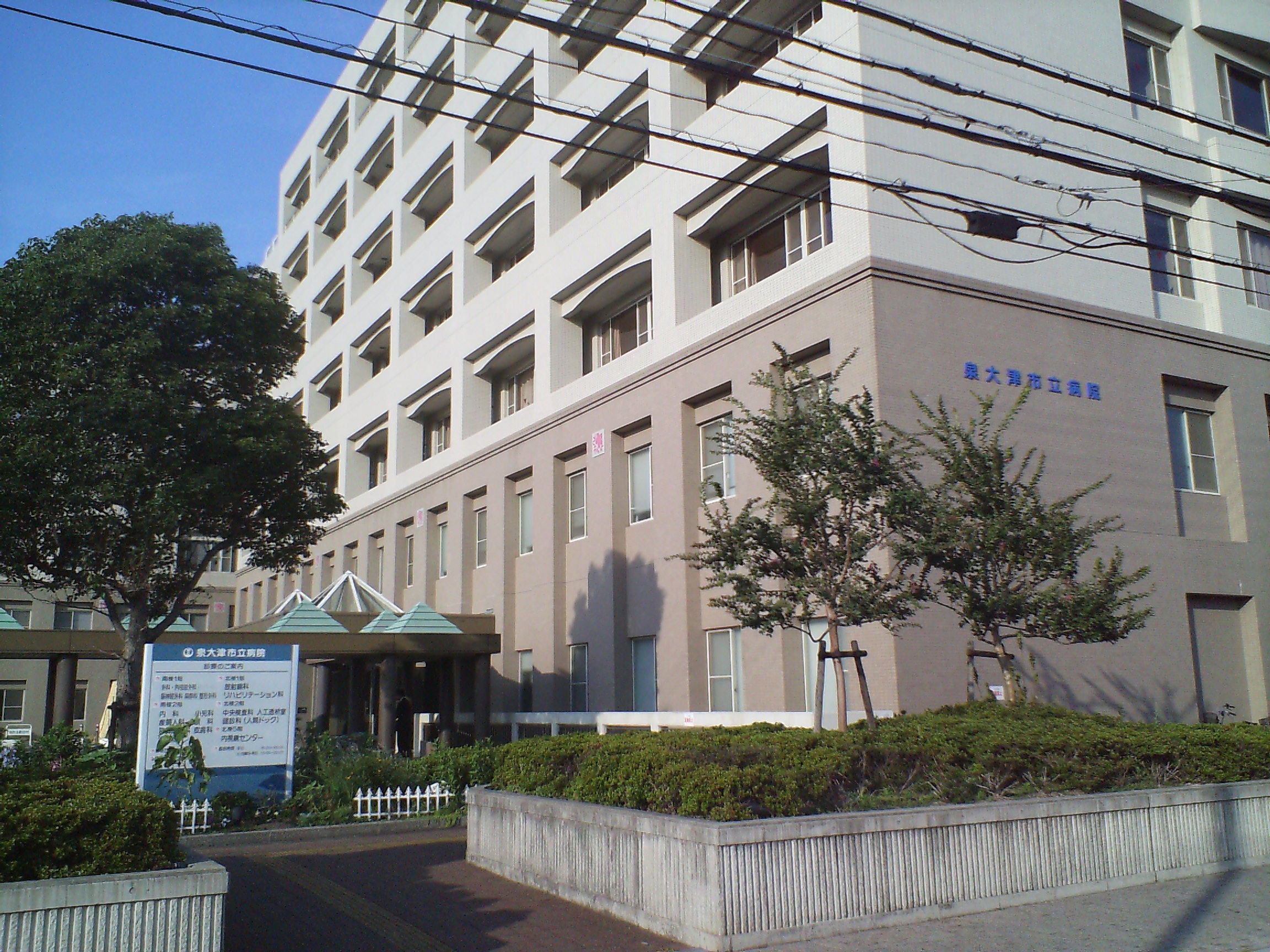
泉大津市立病院 泉大津市下条町16-1
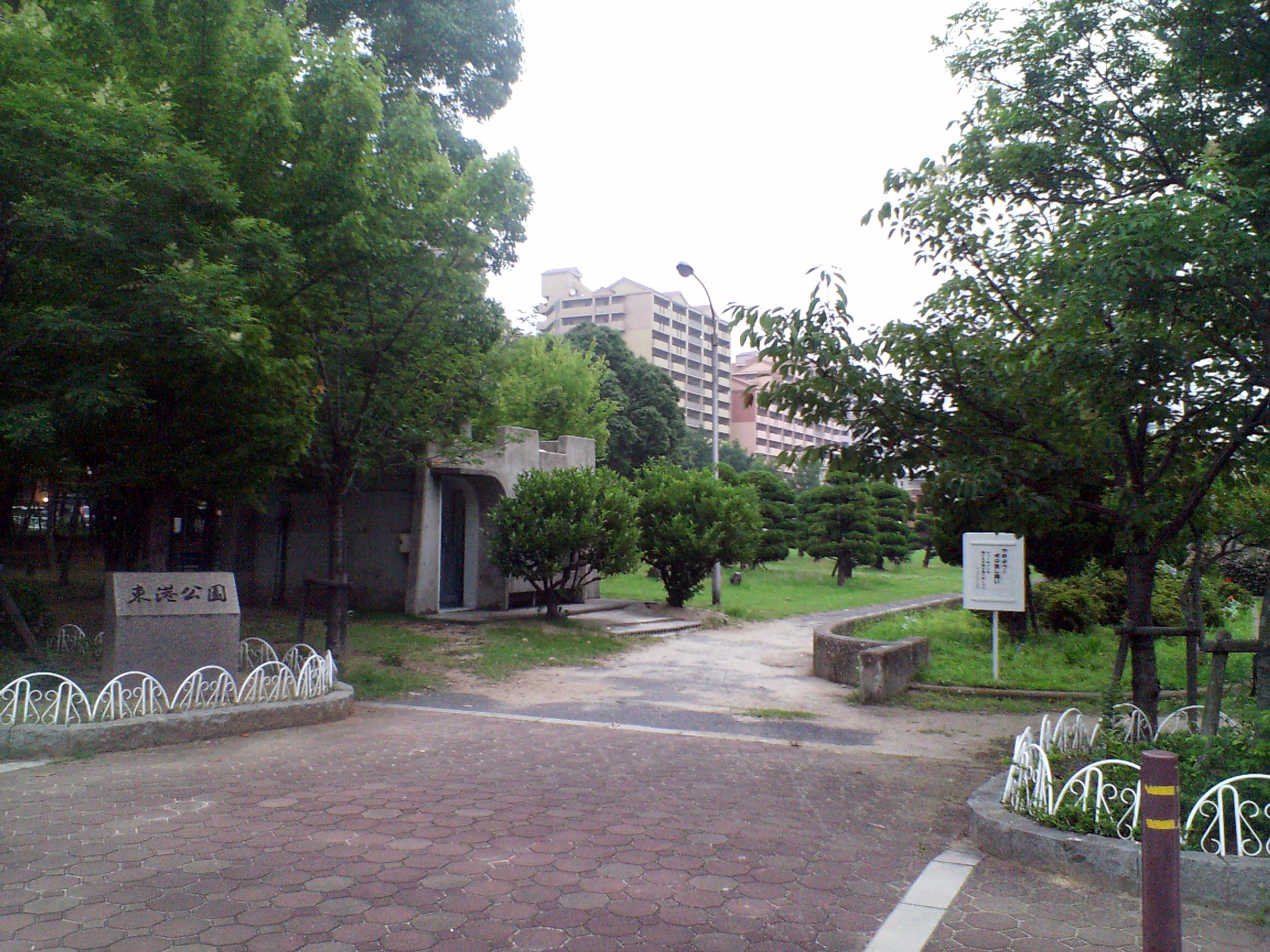
東港（ひがしみなと）公園 泉大津市東港町
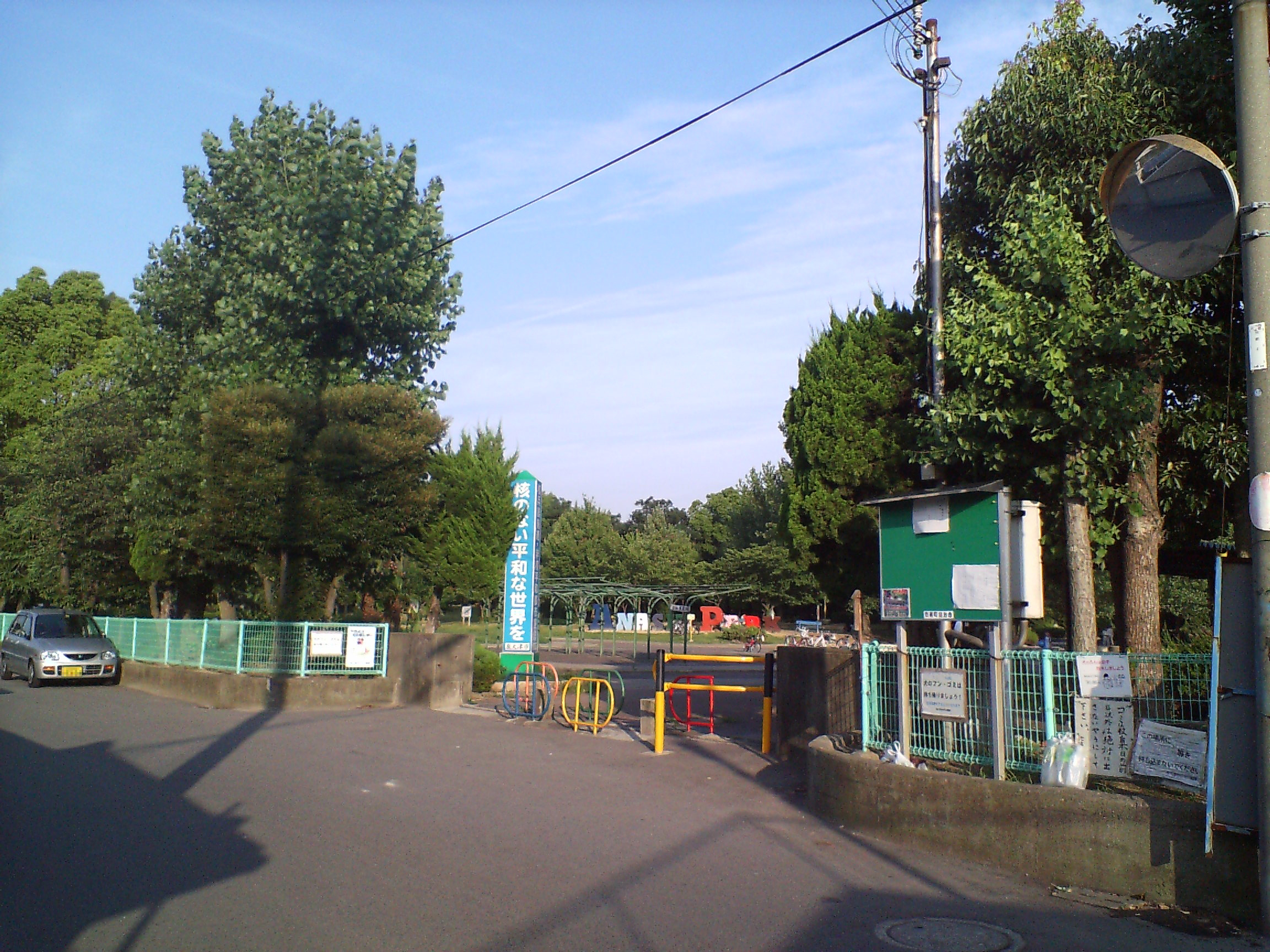
穴師（あなし）公園 泉大津市池浦町3丁目
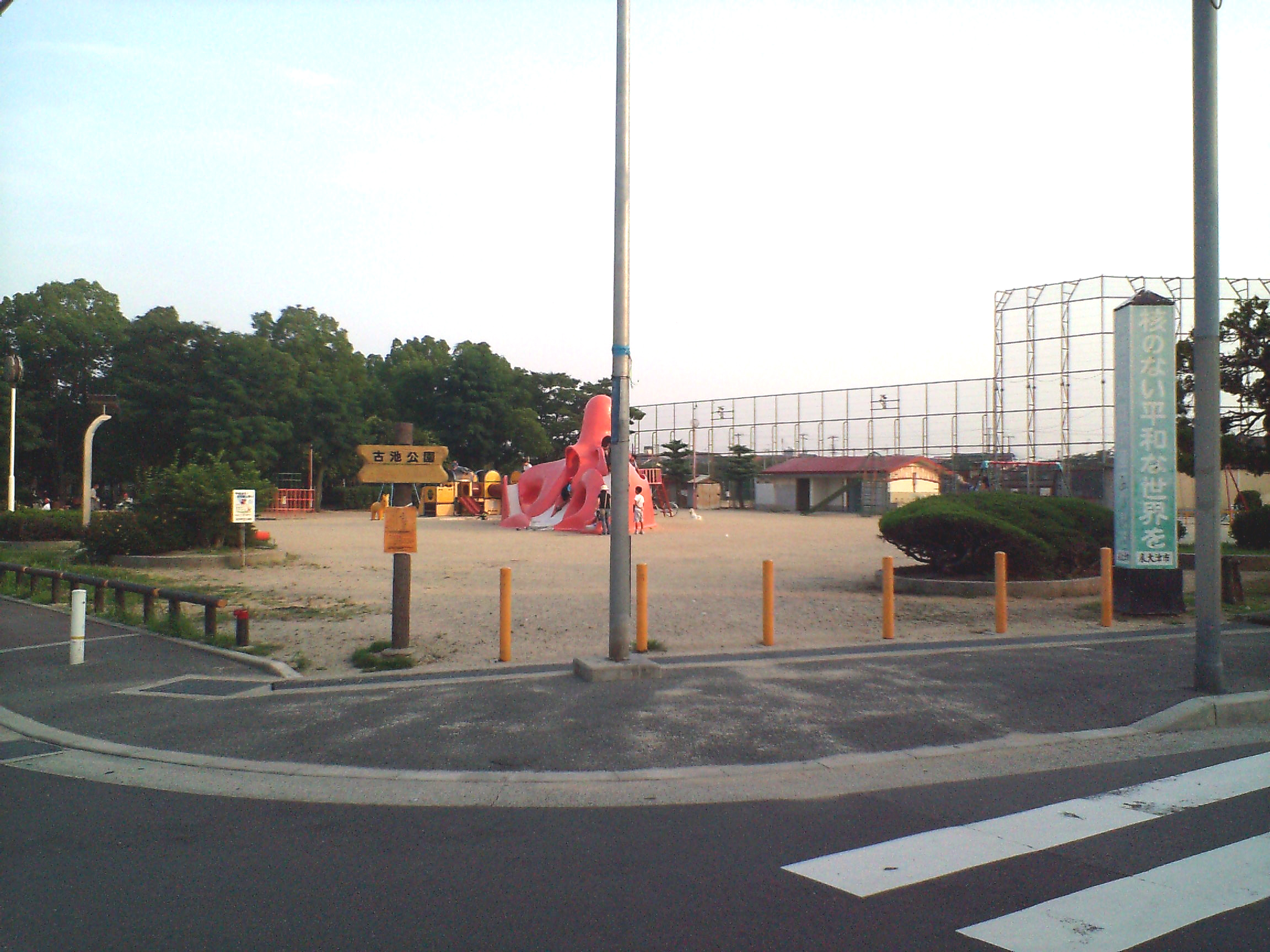
古池（ふるいけ）公園 泉大津市曽根町3丁目

## 教育施設
- 小学校
  - 泉大津市立戎小学校
  - 泉大津市立旭小学校
  - 泉大津市立浜小学校
  - 泉大津市立穴師小学校
  - 泉大津市立楠小学校
  - 泉大津市立条南小学校
  - 泉大津市立上條小学校
  - 泉大津市立条東小学校
- 中学校
  - 泉大津市立東陽中学校
  - 泉大津市立誠風中学校
  - 泉大津市立小津中学校
    - 東陽中学校（旧第一中学校：男子校）と誠風中学校（旧第二中学校：女子校）はその開校の性格から、幅約2mの溝を隔てて隣接している。
    - また、東陽中学校と誠風中学校は隣接している為、ズボン・スカートの色が異なる。
    - 東陽中学校が黒色
    - 誠風中学校が白色
- 高等学校
  - 大阪府立泉大津高等学校
- 専門学校
  - 大阪調理製菓専門学校
  - 大阪健康福祉専門学校

## 公共交通

### 鉄道
- 市の中心となる駅 ：泉大津駅（南海本線）
- 南海電気鉄道 南海本線
  - 北助松駅 - 松ノ浜駅 - 泉大津駅

このほか、西日本旅客鉄道（JR西日本）阪和線が信太山駅 - 和泉府中駅間で市域を通過しているが、駅はない。

### 路線バス

#### 南海バス
南海バスは市域において、南海本線の泉大津駅を発着する路線バスを運行している。
すべて、JR阪和線和泉府中駅を経由し隣接する和泉市の各地域へ向かうものである。平日の夕方ラッシュ時に運行されている光明池駅へ向かうバスを除き、南海泉北線の和泉中央駅を経由する。
朝・夕の通勤・通学ラッシュ時における乗車率が特に高いが、和泉中央駅や和泉府中駅へ発着する路線を増強する傾向があることから、それに伴いやや減便傾向にある。

#### ふれあいバス
市民からの新たなバス路線を望む声が高まったため、福祉バス「ふれあいバス」を、中日臨海バスへ委託して運行している。高齢者・障害者・妊婦などの社会参加促進を目的として運行されているため、乗車はこれらの人に限られている。運賃は無料。

### 道路
- 紀州街道
- 浜街道

#### 高速道路
- 阪神高速4号湾岸線
  - 助松出入口
  - 泉大津出入口
  - 助松ジャンクション
  - 泉大津パーキングエリア
  - 泉大津大型専用パーキングエリア
- 堺泉北道路（西は阪神高速4号湾岸線、東は阪和自動車道と連絡している）

#### おもな一般道路
- 国道26号
- 大阪府道29号大阪臨海線
- 大阪府道36号泉大津美原線
- 大阪府道38号富田林泉大津線
- 大阪府道204号堺阪南線
- 大阪府道225号大津港線

市内は格子状に道路網が整備されているが、人口が増加している和泉市中南部からのアクセスが、地形の制約もあって富田林泉大津線（戎町 - 穴田間）に集中し、近年渋滞が悪化している。

### フェリー
- 泉大津港（堺泉北港）：泉大津港 - 新門司港を阪九フェリーが就航している。なお、旧大津港が「大津港」または単に「港」と呼ばれることが多いため（年配者に顕著）、「新港」と呼ばれることもある。

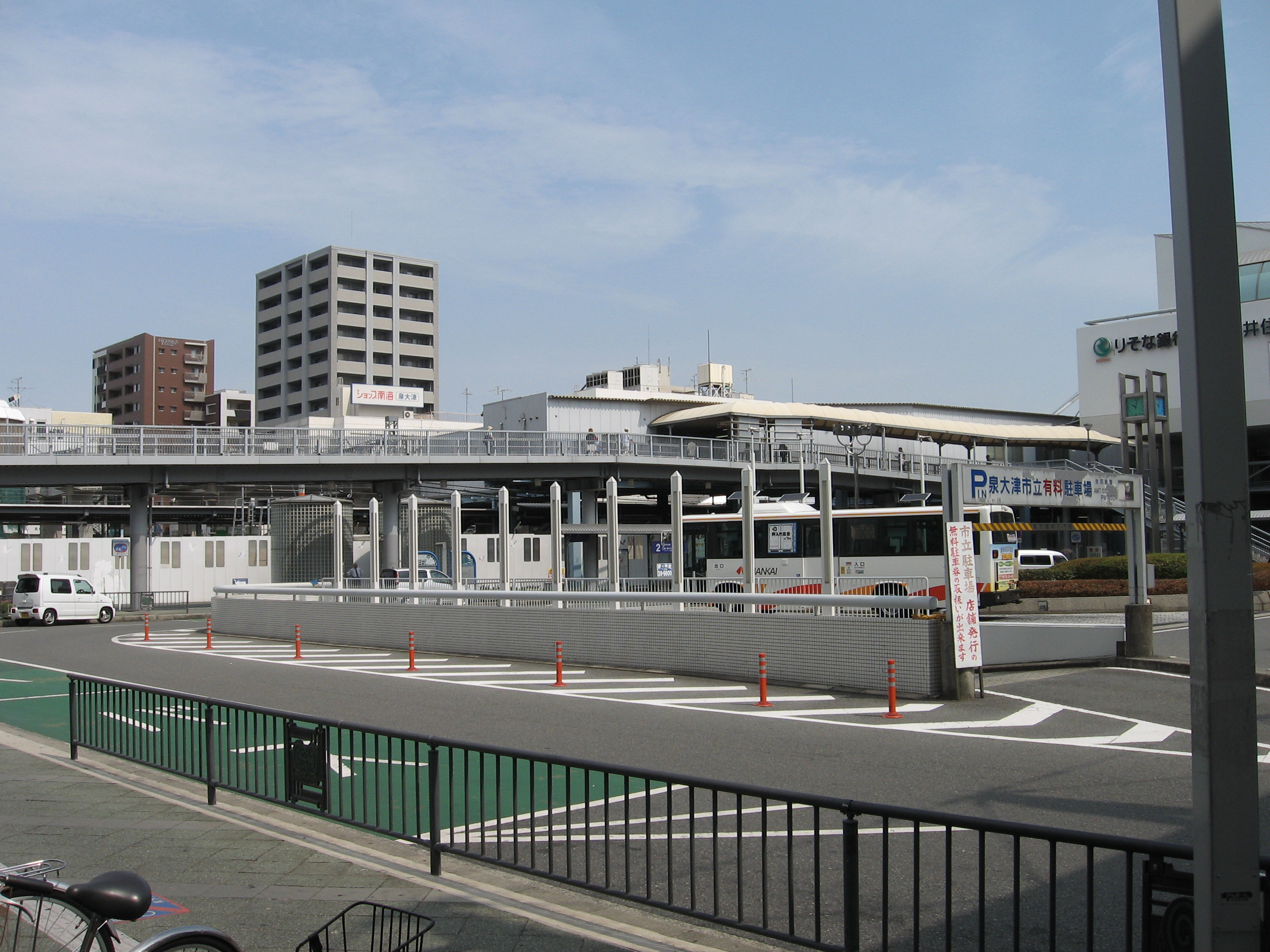
南海本線 泉大津駅 泉大津市旭町19-1
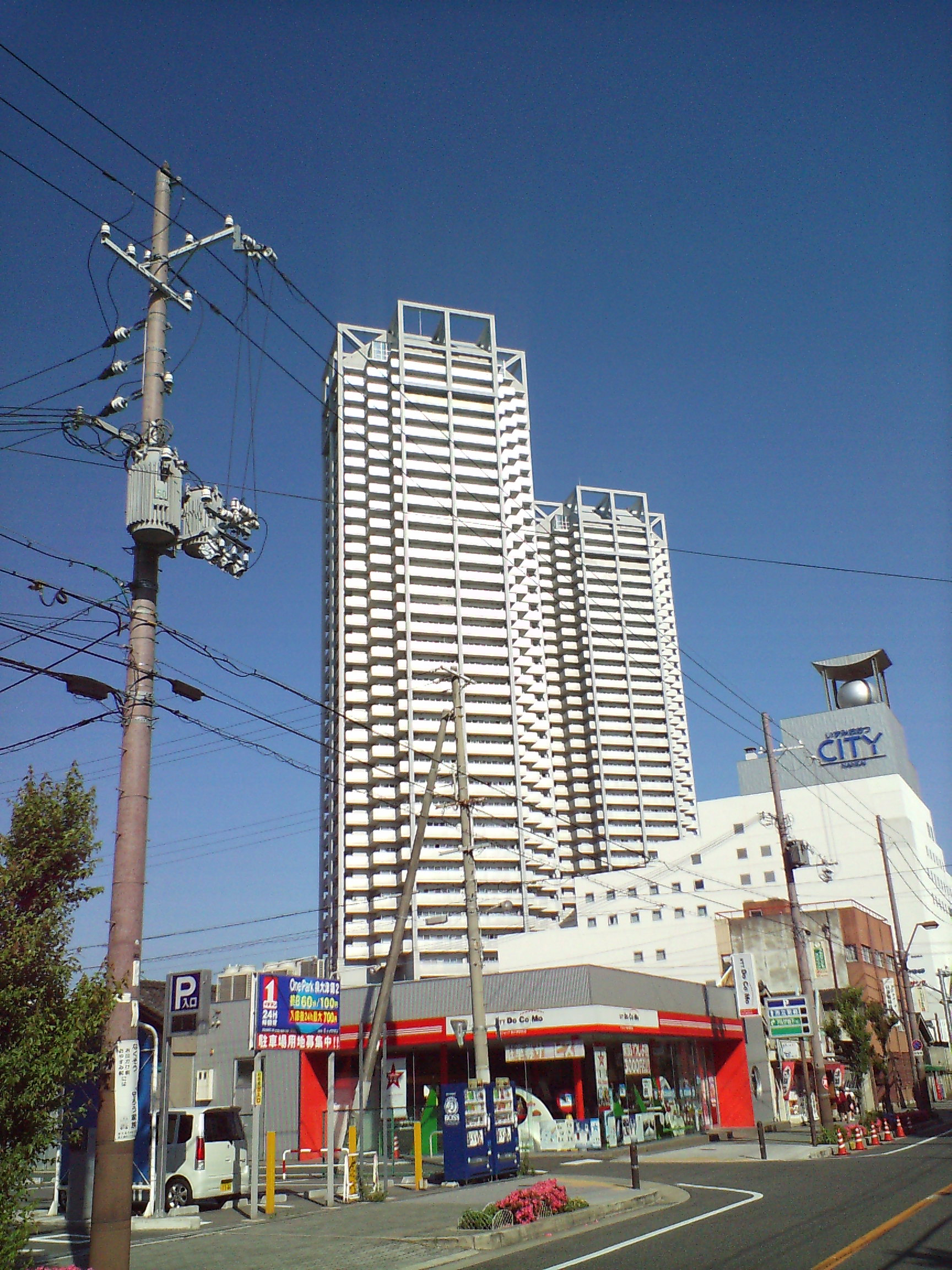
泉大津駅前のアルザタワーズ 泉大津市旭町18-3
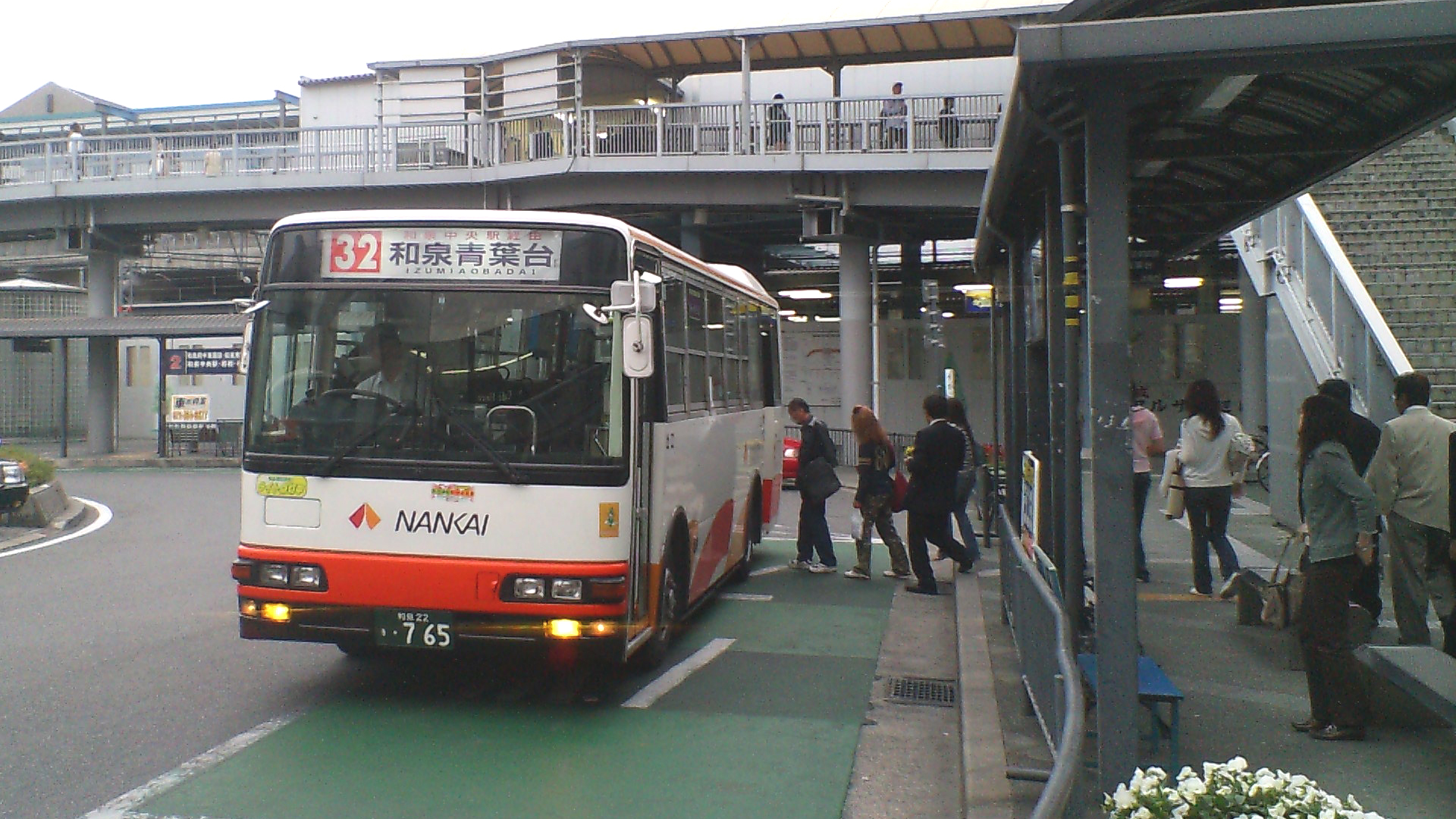
隣接する和泉市へ向かう南海バスの車両 （泉大津駅 バスターミナル）
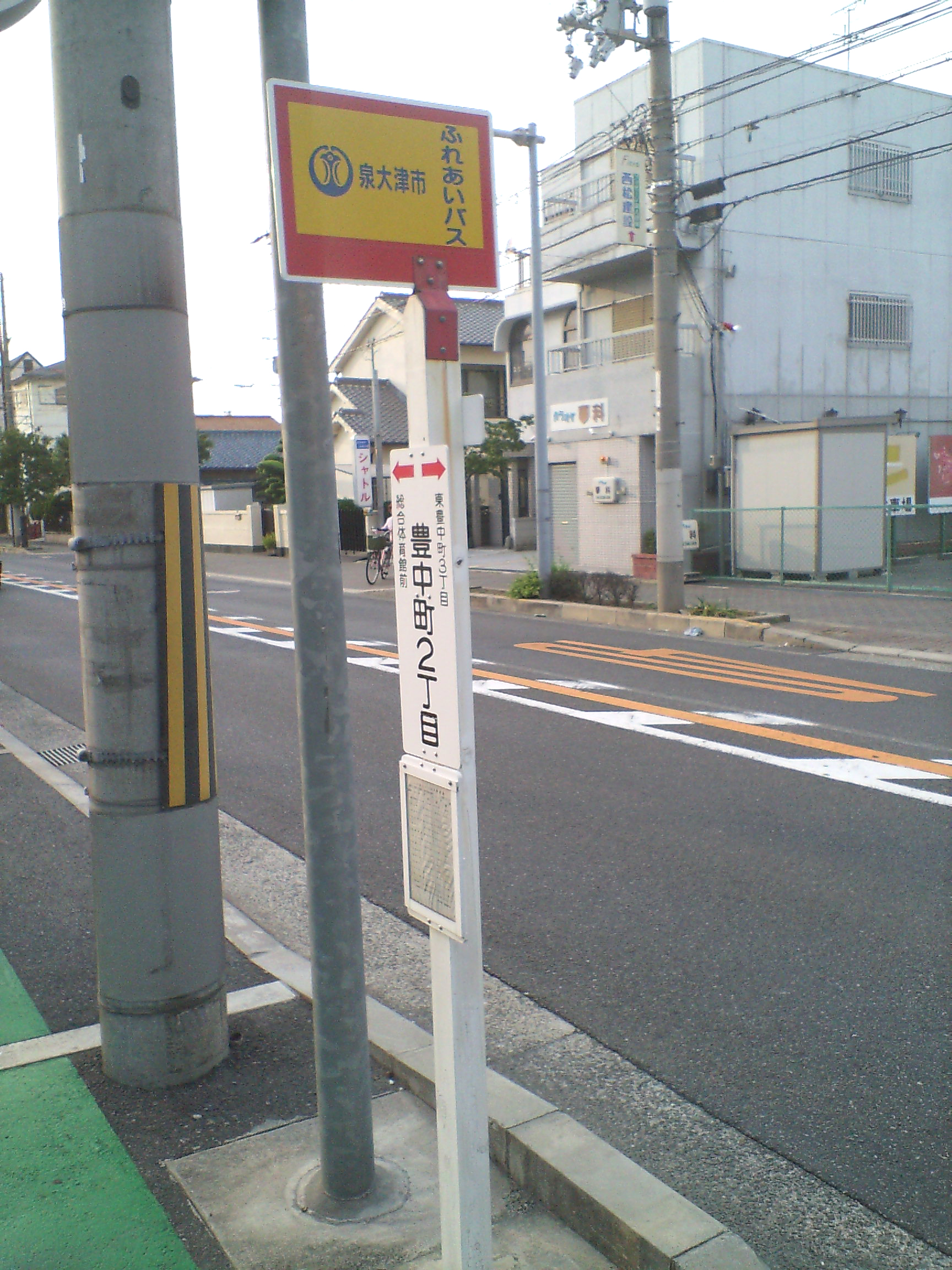
『泉大津市ふれあいバス』のバス停留所
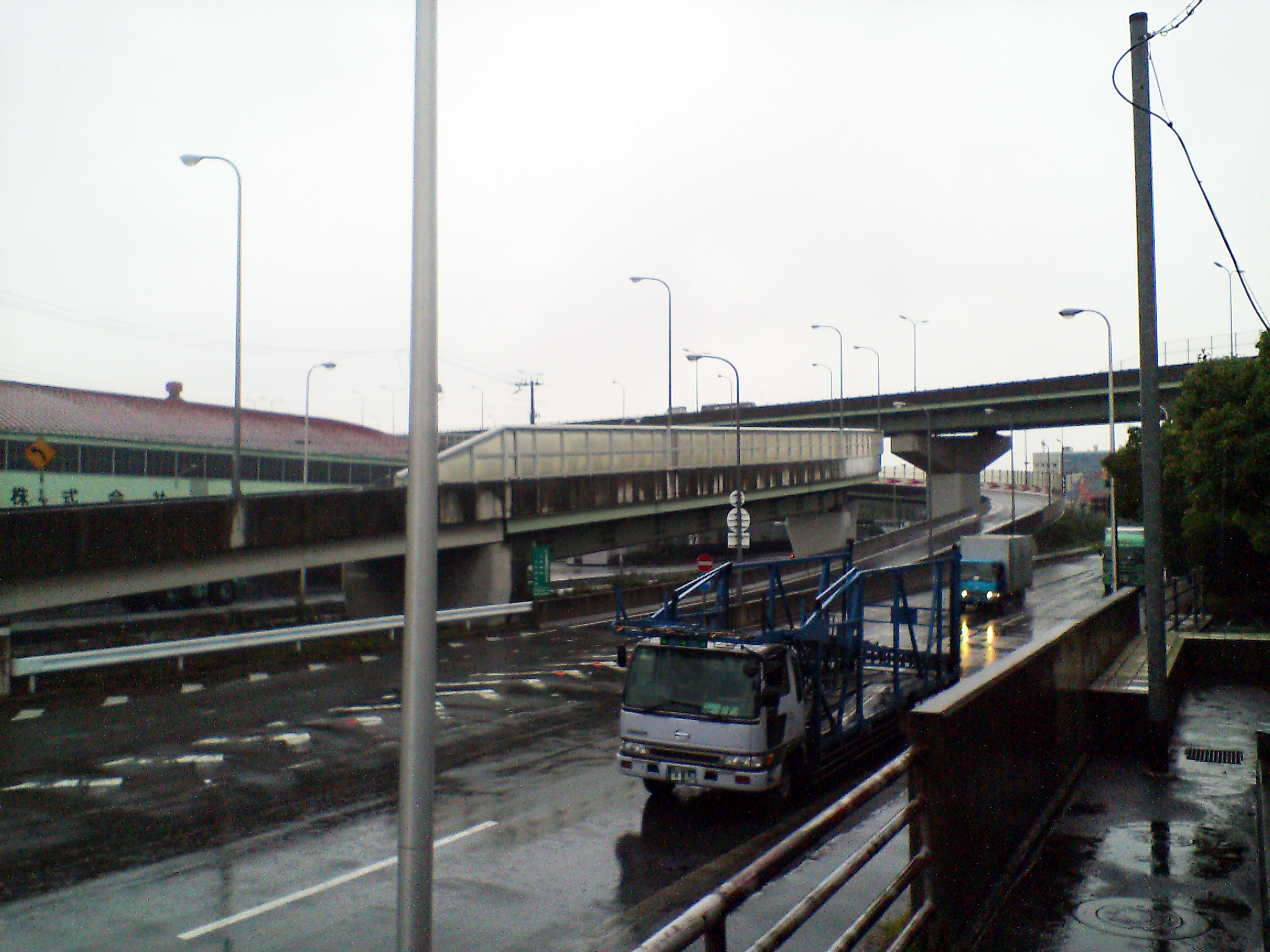
阪神高速4号湾岸線
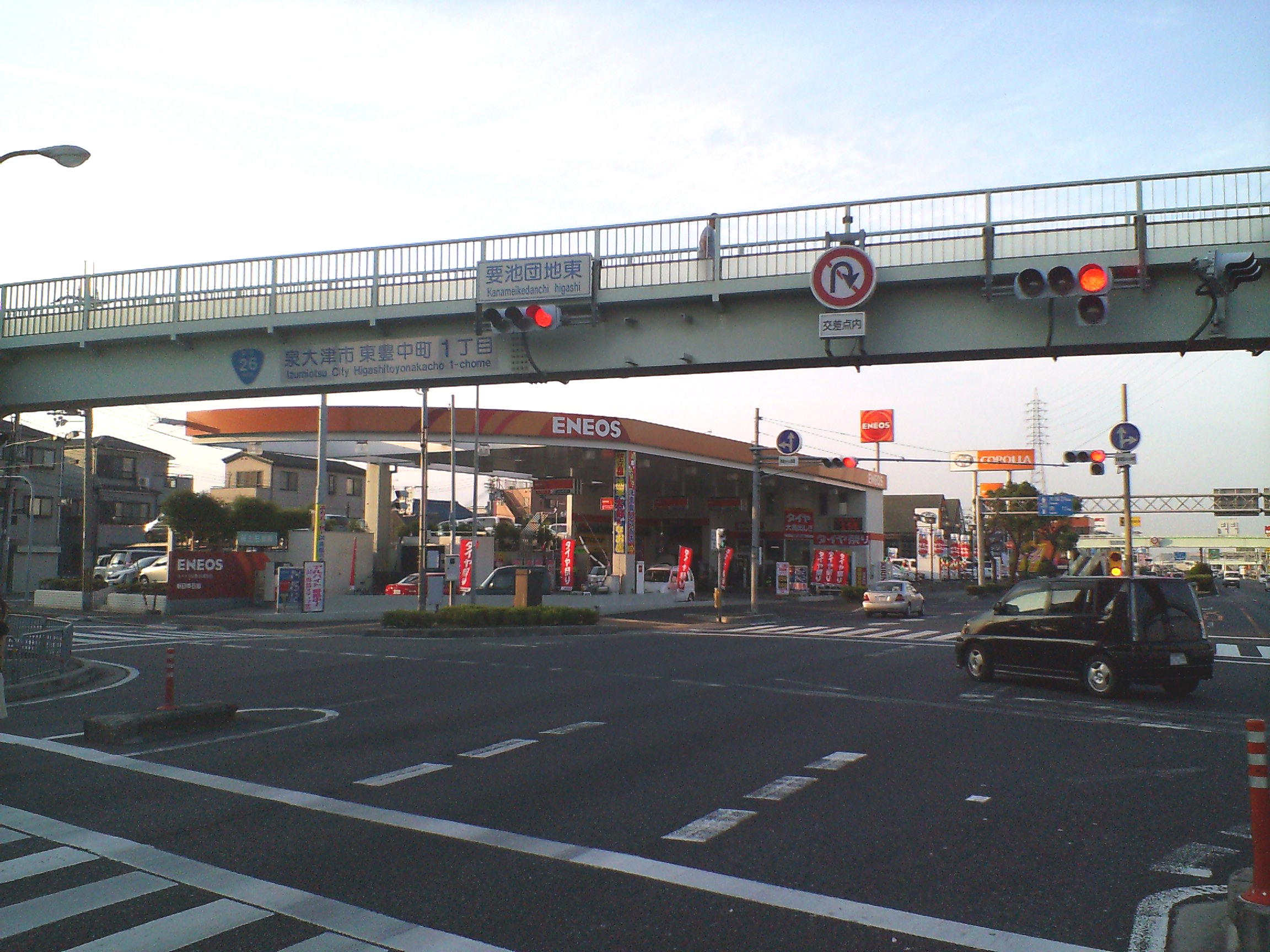
泉大津市内を走る 国道26号線 （第二阪和国道）
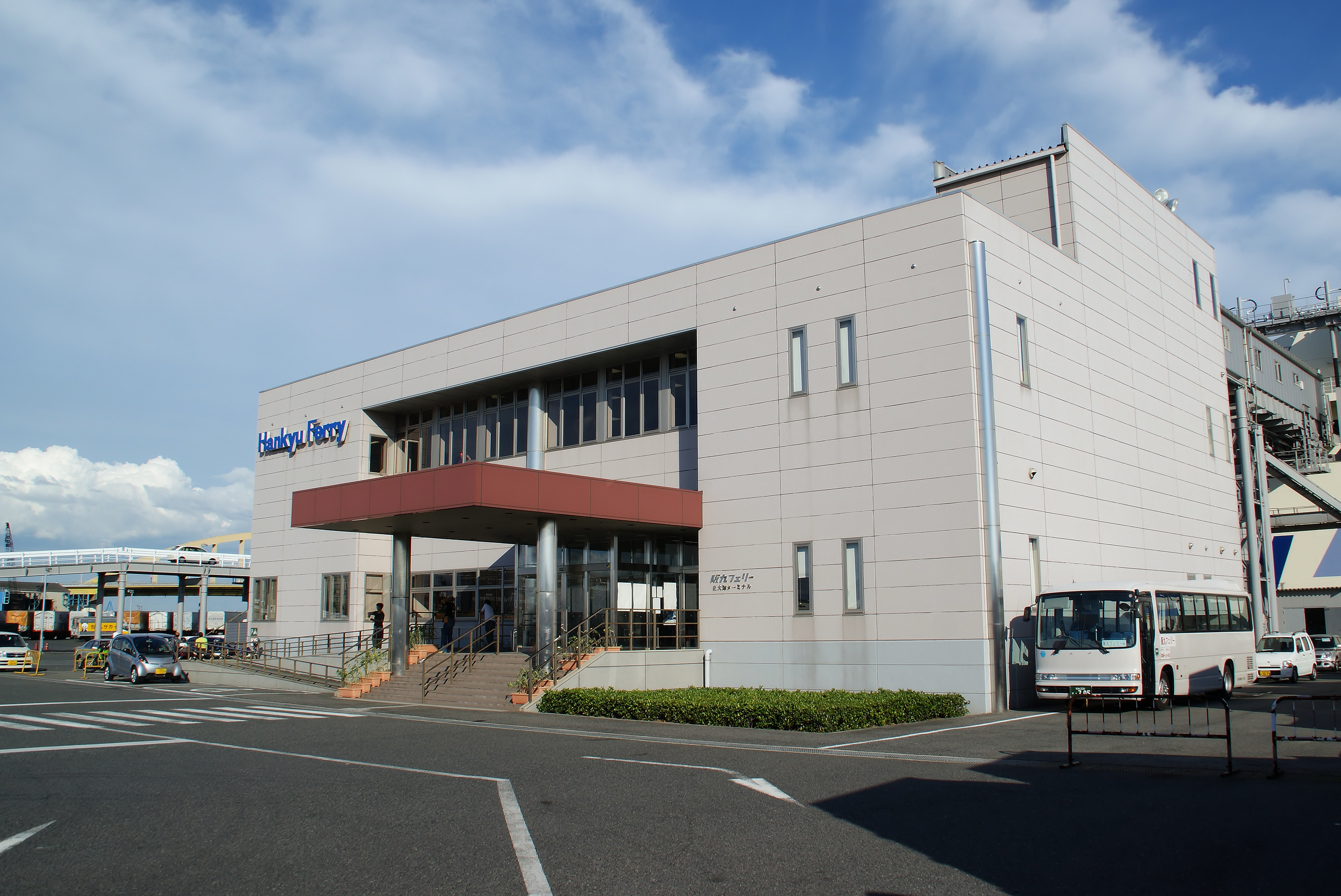
阪九フェリー乗り場 泉大津市小津島町1-3

## 名所・旧跡・観光スポット・祭事・催事
- 旧跡
  - 池上・曽根遺跡（和泉市に跨る）
  - 田中本陣：助松町2-9-1
  - 泉穴師神社 - ウェイバックマシン（2007年7月8日アーカイブ分）（和泉国二宮） - 豊中町1-1-1
  - 大津神社 - 若宮町4-12　明治41年近隣４社を合祀し、若宮八幡宮から改称、本殿内に市指定有形文化財（建造物）の粟神社の本殿が移設されている。粟神社の本殿は室町時代の組物が使用されている。本殿は覆屋に納められ拝観はできない。また、市有形民俗文化財に指定された江戸時代作の絵馬も保管されている。[4][5]
  - 助松神社 - 助松町1-3-19
  - 曽禰神社：曽根町1-4-8
  - 二田城 (現：蓮華寺）

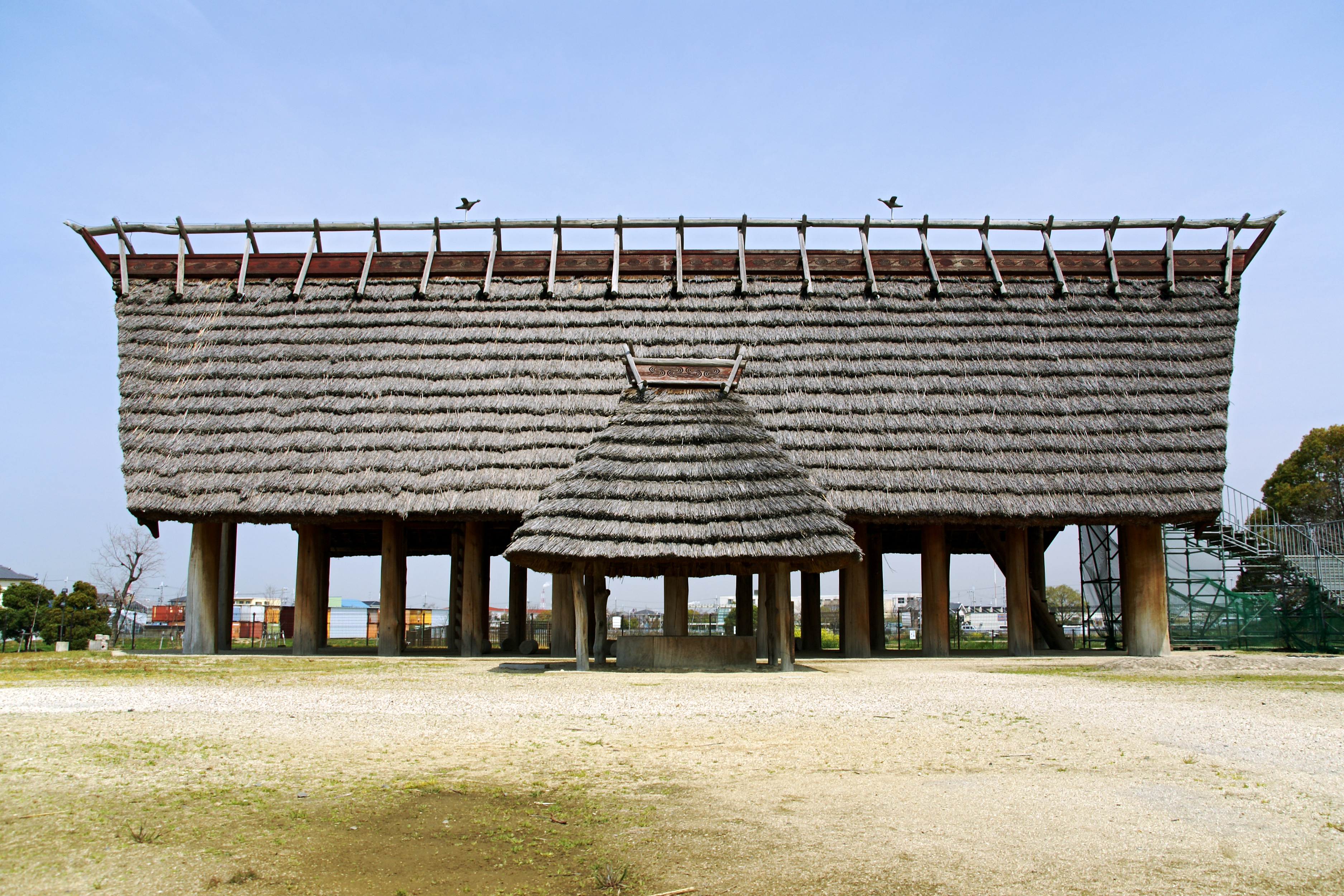
池上・曽根遺跡
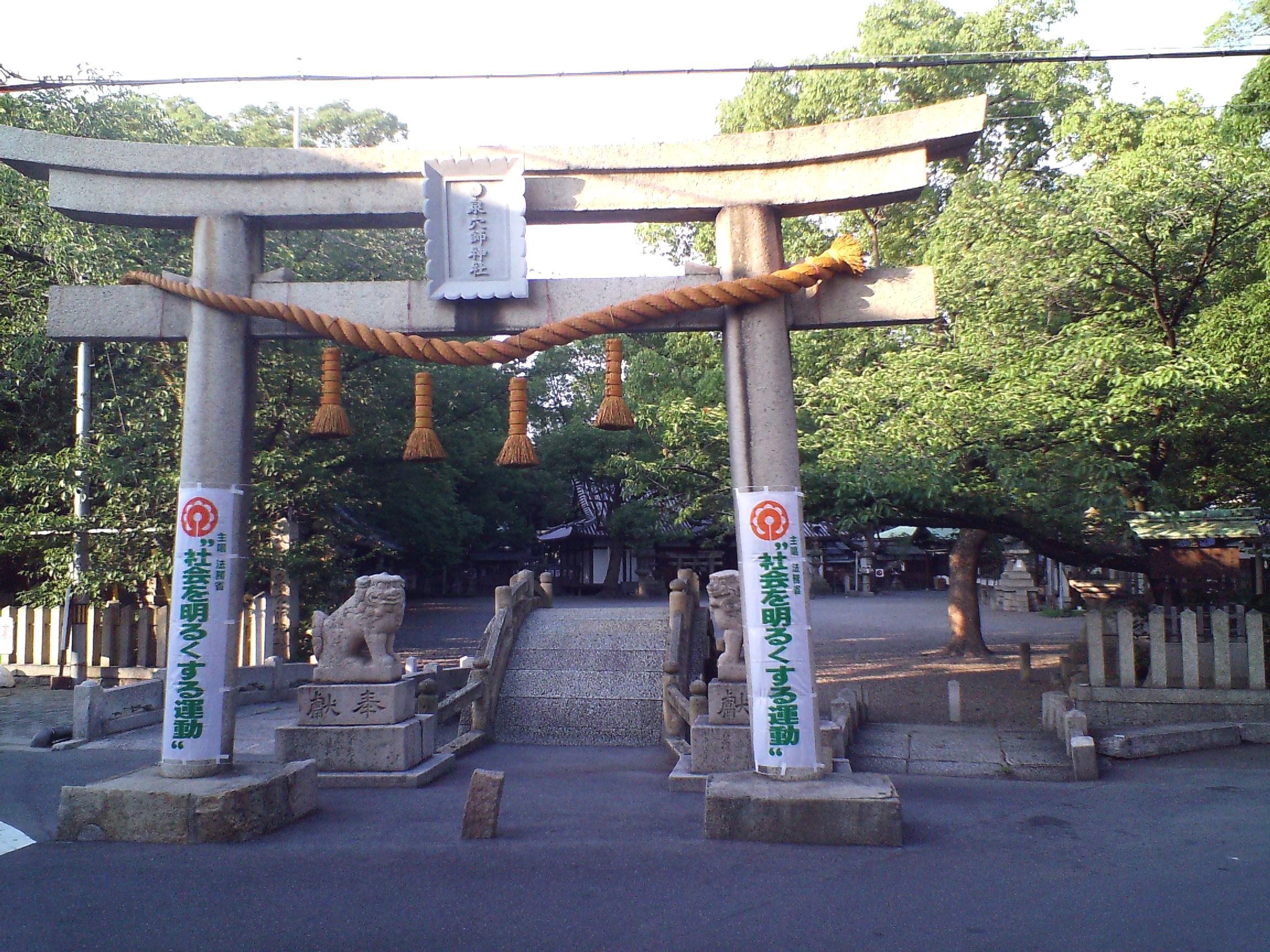
泉穴師神社 泉大津市豊中町1-1-1
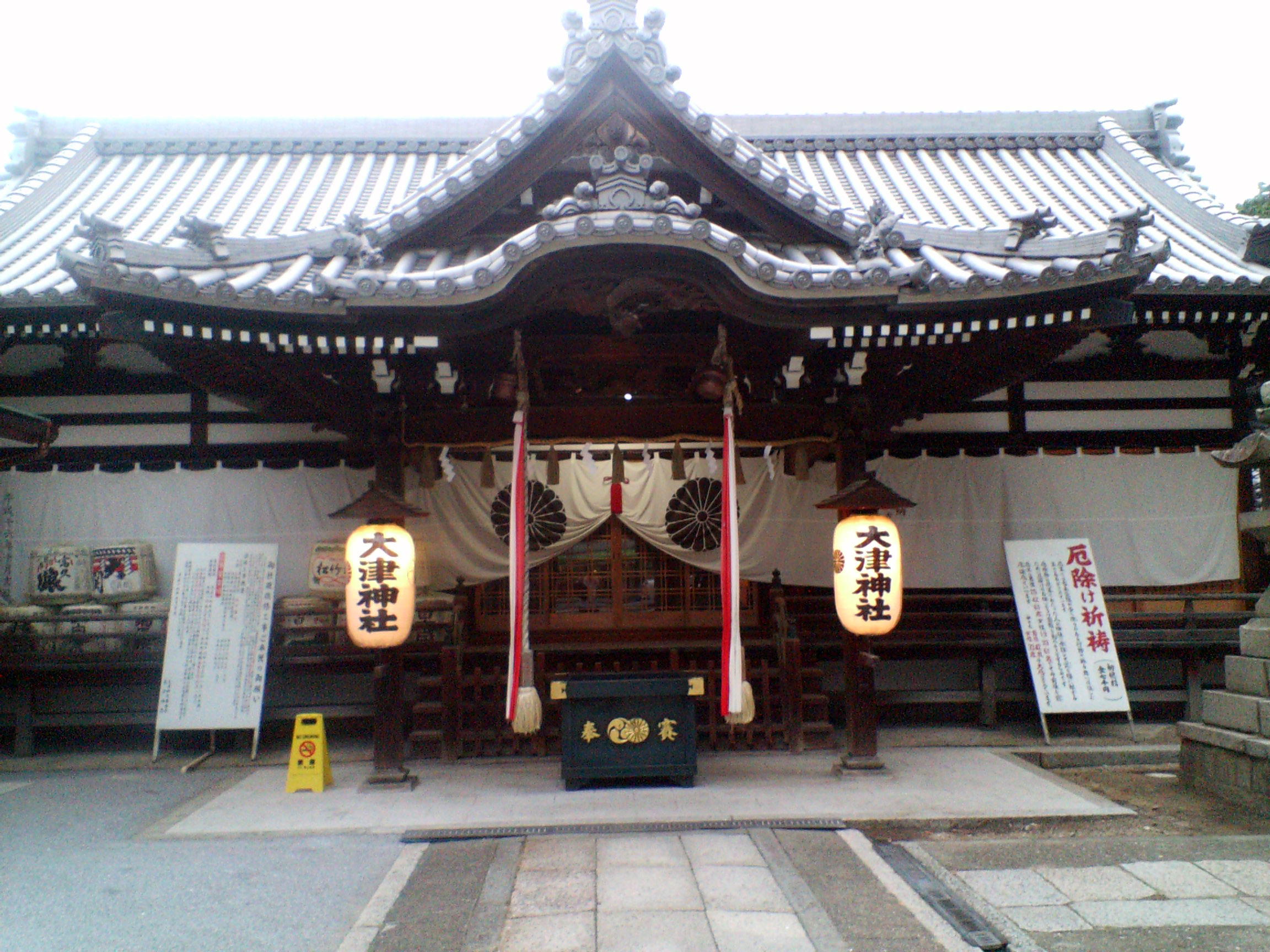
大津神社 泉大津市若宮町4-12
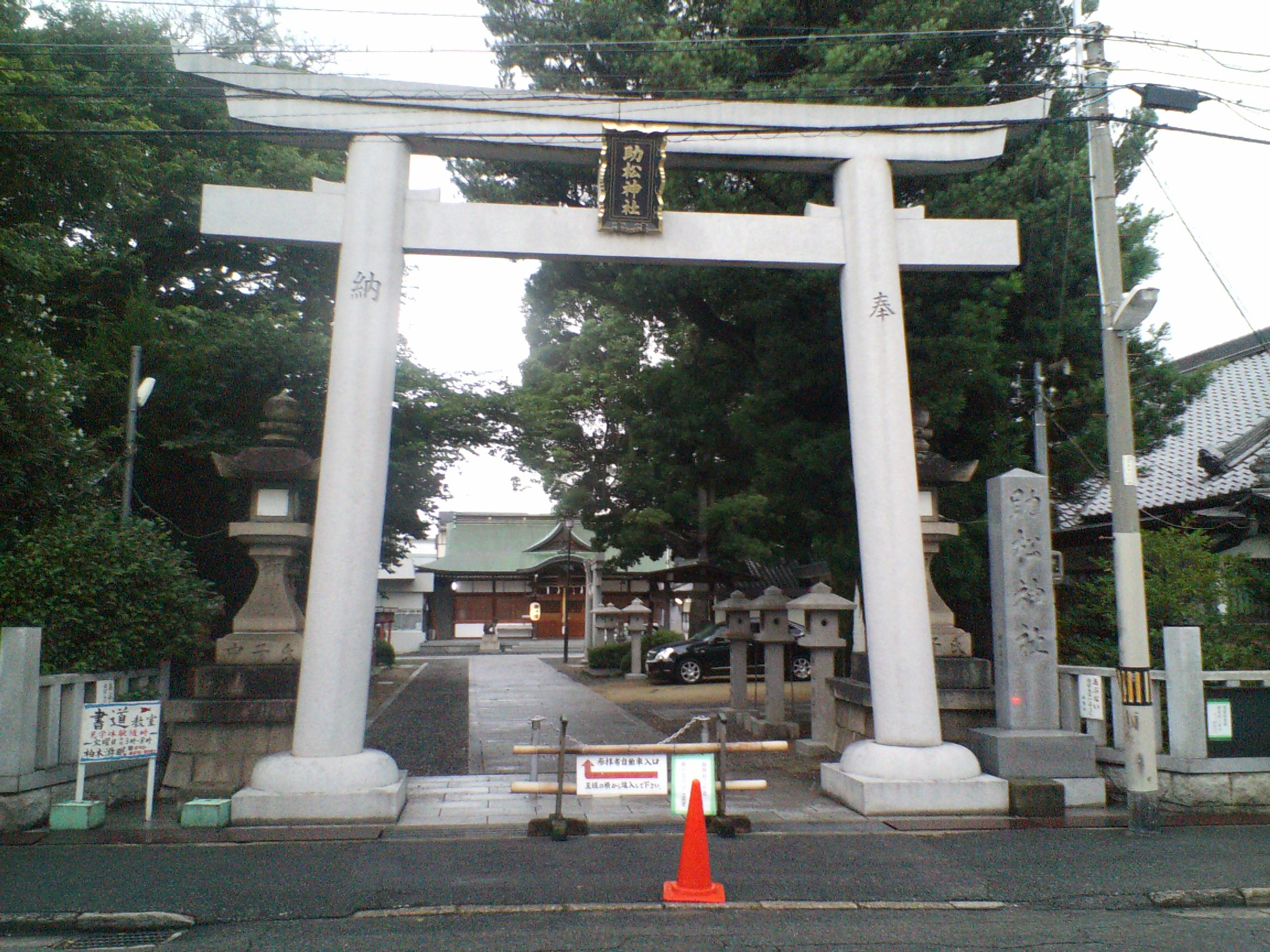
助松神社 泉大津市助松町1-3-19

- 観光スポット
  - 泉大津市立織編館
  - きららタウン泉大津（なぎさ町）阪神高速4号湾岸線泉大津パーキングエリアに隣接するスポット。フラット・フィールド・オペレーションズが、藤田観光とフランチャイズ加盟契約を締結し運営する、関空泉大津ワシントンホテルが所在。客室ベランダで、2004年から絶滅危惧種の鳥類「ハヤブサ」が営巣していることでも知られ、2011年11月20日に、NHK総合テレビの「ダーウィンが来た!」で「ハヤブサ一家 高層ホテルがマイホーム」として放送された[6]。
  - ひまわり広場（小松町）
  - 泉大津フェニックス （夕凪町）泉佐野みどり推進機構が運営する屋外型イベントスペース。大阪湾フェニックス計画に基づき産業廃棄物等で造成された埋立地。

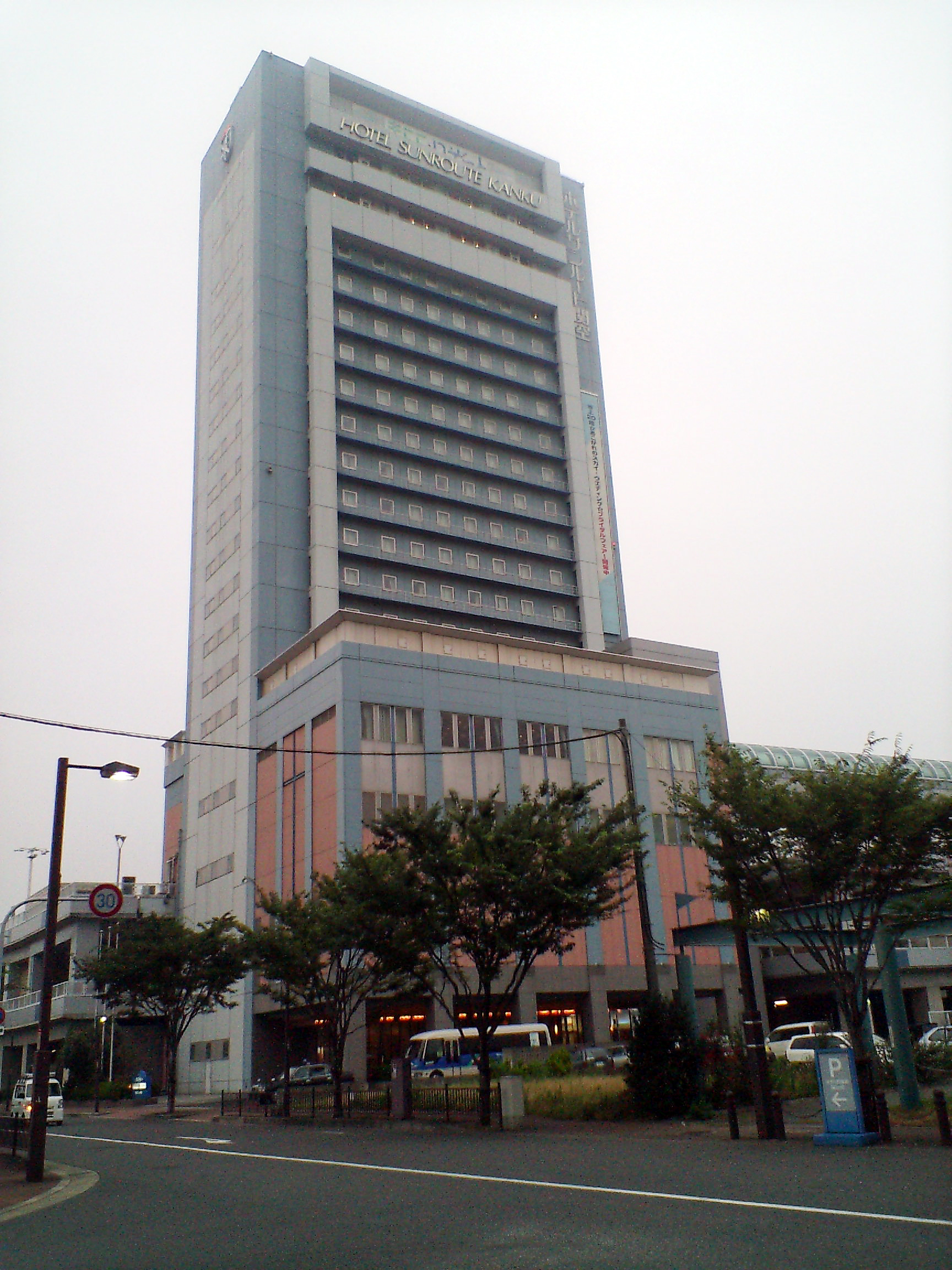
ホテルサンルート関空（現在は、関空泉大津ワシントンホテル）

- 祭事
  - 泉大津だんじり祭り：毎年10月の第2土曜日と日曜日にだんじり祭りが行われる。合計20台（和泉市の池上町含む）のだんじりがあり、そのうち12台（十二町連合：穴師地区および曽根・助松地区）がいわゆる岸和田型の「下だんじり」で、残りの8台（濱八町：大津地区）が大津型といわれる独特の「上だんじり」を曳行している。後者の「かちあい」（後ろから追いついただんじりが停まらず突進し、前のだんじりにぶつけるもの）は特に有名で、他のだんじり祭りでは見られない迫力がある。
  - 大津踊り：泉大津市無形民俗文化財

## 著名な出身者
- 尾崎行雄（元東映フライヤーズ投手）
- 藤原秀子（歌手）
- SIRUP （シンガーソングライター)
- オール阪神（漫才師、オール阪神・巨人）
- 大平シロー（タレント、元漫才師）
- 五十嵐サキ（タレント、吉本新喜劇座員）
- 西井隆詞（お笑いコンビ、ラインバック）
- 溝口幸雄 （お笑いタレント)
- グリフォン國松 （お笑いタレント)
- 小森哲也（元中日ドラゴンズ内野手）
- 河合晴彦（元プロボクサー）
- 浜口司（元KIX-S）
- 川田裕美（フリーアナウンサー、元読売テレビアナウンサー）
- 西村宗（漫画家）
- 立花孝志（NHKから国民を守る党党首）
- 青柳昴樹（横浜DeNAベイスターズ外野手）
- 木村英輝（元音楽プロデューサー、画家）
- 朝阪神直輝（大相撲力士、高砂部屋所属、序二段）
- 阿部拓也（お笑い芸人、パナマ海水浴場）
- 三平果歩（ミュージカル女優、劇団四季所属）
- 浪花ほのか（ファッションモデル）
- 富永昌宏（元オウム真理教幹部）
- きたすけまつくん （お笑いタレント)
- 中田伸江（漫才師、中田伸江・伸児）
- 二階堂迅（プロボクサー）

## ゆかりのある人物
- 安藤百福（日清食品の前身「中交総社」を設立し、製塩事業を行う）
- 杉原愛子（体操競技選手。市内の羽衣体操クラブに在籍していた。2016年リオデジャネイロオリンピック代表。）
- 新竹優子（体操競技選手。市内の羽衣体操クラブに在籍していた。2008年北京オリンピック代表。）